# Ngựa Phần Lan
Ngựa Phần Lan (tiếng Phần Lan: Suomenhevonen, nghĩa là "con ngựa của Phần Lan"; biệt danh:Suokki, hoặc tiếng Thụy Điển: Finskt kallblod, nghĩa đen "ngựa máu lạnh Phần Lan"; Trong tiếng Anh, đôi khi nó được gọi là Ngựa hoàn vũ Phần Lan) là một giống ngựa có nguồn gốc ở Phần Lan, chúng được sử dụng cho cả việc cưỡi ngựa và ngựa kéo xe và là giống ngựa duy nhất được phát triển đầy đủ ở Phần Lan. Người Phần Lan xem xét các giống có khả năng thực hiện tất cả các con ngựa phục vụ cho nhu cầu ở Phần Lan, bao gồm cả việc nông nghiệp và lâm nghiệp, đua ngựa cạnh tranh, và cưỡi ngựa. Năm 2007, Giống ngựa này được tuyên bố là giống ngựa quốc gia chính thức (Quốc mã) của Phần Lan.

## Tổng quan
Các con ngựa Phần Lan được xếp trong số các con ngựa máu lạnh "coldblood" (giống ngựa với đặc trưng là sự điềm tĩnh lạnh lùng, trái ngược với giống máu nóng với sự nhiệt huyết, sung mãn) chúng là giống chạy nhanh nhất và linh hoạt nhất trên thế giới. Ở Phần Lan, thuật ngữ "con ngựa phổ quát" được sử dụng để mô tả các con ngựa Phần Lan, giống như con ngựa Fjord là tương đối nhỏ với một ngoại hình cơ thể đó là nặng nề đối với một con ngựa cưỡi nhưng là nhóm ngựa nhẹ cho một con ngựa giống lùn.
Có bốn phần riêng biệt trong sổ phả hệ Ngựa Phần Lan với mỗi mục tiêu khác nhau: để phát triển một con ngựa nặng hơn phục vụ cho mục đích làm việc, một loại ngựa kéo (Trotter) nhẹ nhành, thanh mảnh hơn, một con ngựa cưỡi linh hoạt, và một con con ngựa cưng có kích thước tương ứng nhỏ hơn. Các tiêu chuẩn kết hợp giống cho tất cả bốn phần định nghĩa giống như một con ngựa đa năng mạnh mẽ với bố cục cơ thể vừa phải. Chiều cao trung bình của giống này là 61 inches (155 cm), và màu sắc đặc trưng nhất của giống ngựa này là màu hạt dẻ, thường có những mảng màu trắng và bờm rũ và đuôi rũ.
Nguồn gốc chính xác của con ngựa của Phần Lan đầu tiên hiện nay chưa được biết đến. Bởi vì các giống ngựa Ngựa Phần Lan và tổ tiên của nó là những con ngựa chỉ có ở Phần Lan trong nhiều thế kỷ, lịch sử của những con ngựa ở Phần Lan song song với lịch sử của chính nó. Lịch sử ghi nhận của các giống riêng biệt bắt đầu vào đầu thế kỷ 13. Ảnh hưởng bên ngoài bởi nhiều ngựa nhẹ và giống ngựa máu nóng đã được ghi lại bắt đầu từ thế kỷ 16, làm cho các giống ngựa lớn hơn và dễ dùng hơn.
Một sách chỉ nuôi ngựa Phần Lan chính thức được thành lập vào năm 1907, việc nhân giống động vật thuần chủng với số lượng lớn trong nhiều năm. Do cơ giới hóa nông nghiệp các nhà huấn luyện ngựa kỵ binh Phần Lan trong nửa sau của thế kỷ 20, dân số Ngựa Phần Lan giảm mạnh từ mức cao chỉ hơn 400.000 cá thể trong năm 1950 xuống mức thấp 14.100 đầu con vào năm 1987. Tuy nhiên, các giống ngựa được quản lý để tồn tại nhờ vào sự nổi tiếng của mình để khai thác trong việc đưa ngựa và tính linh hoạt của nó như là một sự gắn kết.

## Đặc điểm
Các tiêu chuẩn giống xác định ngựa Phần Lan như một con ngựa đa mục đích có chiều cao trung bình, và kết cấu cơ thể mạnh mẽ. Các con ngựa Phần Lan lý tưởng là dễ dàng để xử lý, khéo léo, linh hoạt, và kết hợp sức mạnh, sự nhanh nhẹn, tốc độ và độ bền, sự dai sức. Ngựa Phần Lan có dáng vẻ sống động, với cả một tính khí trung thành và tính cảnh giác cao. Các tiêu chuẩn giống khuyến khích một con ngựa mà là "trung thực và chân thành" (tính trung thành); mong muốn hợp tác với con người, biết vâng lời, và sẵn sàng làm việc. Chúng làm việc với độ bền tốt, khoẻ mạnh, và nói chung là tồn tại lâu dài.

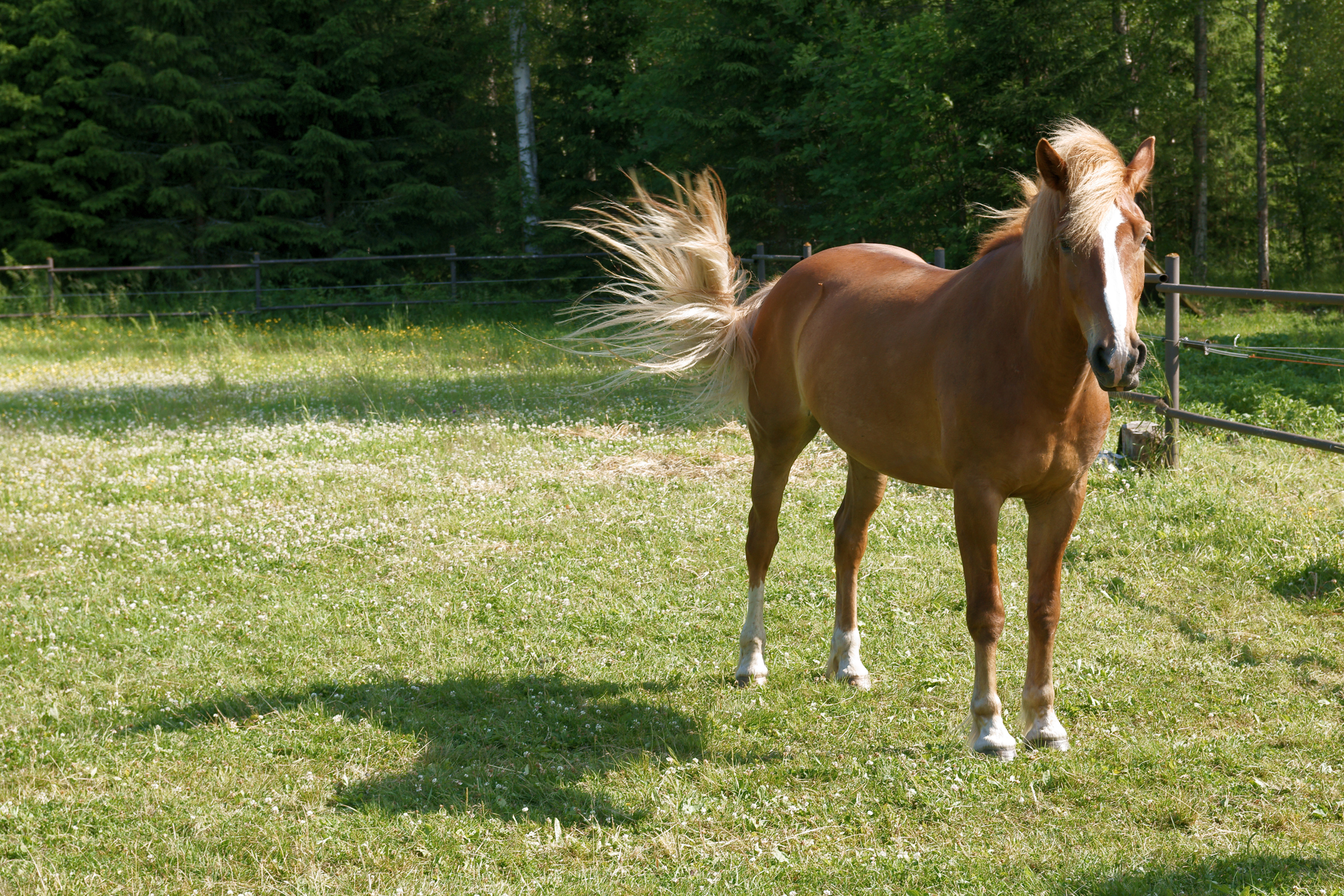
Tổng thể một con ngựa Phần Lan

### Thể trạng
Các tiêu chuẩn giống mô tả đầu của một Ngựa Phần Lan là hơi phô và trán phẳng, không lồi, với những khoảng cách, tai ngắn. Cổ cần phải được định hình cơ thể nên dài, nhưng tròn và tương xứng; và mông nên nhô rõ rệt. Ngựa Phần Lan có được cơ bắp mạnh mẽ, xương chắc khoẻ, mạnh mẽ chân "khô", và móng guốc mạnh mẽ. Ngựa Phần Lan thường có bờm dày và đuôi rậm, và hai chân đều có một nhúm lông. Chiều cao trung bình là 61 inches (155 cm). Ngựa lùn Phần Lan cao dưới 58 inches, 147 cm) là tốt, và được cấp phép để nhân giống cho một phần riêng biệt của cuốn sách stud chính thức.
Ngựa Phần Lans có dáng đi tốt mà thường xuyên có độ đàn hồi, độ nảy và tương đối thấp, hành động ổn định. Chúng được cho là có dáng vẻ nhanh chóng cho một giống ngựa máu lạnh và được biết đến như ngựa chạy nước kiệu tốt và được sử dụng cho ngựa kéo xe. Ngoài những đặc điểm chung, có bốn dòng giống ngựa riêng biệt trong sách chỉ nuôi ngựa Ngựa Phần Lan, và tổng thể cấu tạo của một con Ngựa Phần Lan nên là điển hình của các phần trong đó nó mặc dù một số ngựa được đăng ký trong nhiều dòng khác nhau.

### Màu sắc
Hơn 90 phần trăm của Ngựa Phần Lan ngày hôm nay là có màu hạt dẻ. Bờm vải lanh và đuôi rũ cũng như những mảng trắng trên mặt và chân là phổ biến trong giống này. Tính đến năm 2007, chỉ có một số ít Ngựa Phần Lan là bất kỳ màu nào khác ngoài màu hạt dẻ. Chỉ có 6 phần trăm là màu vịnh và 1,2 phần trăm màu đen. Các màu roan, palominos, Buckskins và dapples bạc tồn tại với số lượng nhỏ hơn. Các gen cho nên sắc màu pha loãng kem khác và rabicano có mặt trong tổ hợp gen. Một dạng dị biệt ngựa trắng (Sabino), mô hình phi SB1 là vừa phổ biến, nhưng thường tối thiểu hiện ra do giống màu chọn lọc của thế kỷ 20.
Một con ngựa màu trắng duy nhất, đăng ký như màu pinto và coi là "Sabino-trắng", đã được ghi lại trong lịch sử hiện đại của giống ngựa này. Số lượng phi hạt dẻ đang gia tăng do chuyên dụng chăn nuôi cho các màu khác, và tính đến năm 2009, một vài chục Ngựa Phần Lan có màu đen và màu xám tồn tại. Gen SW1, một trong những gen chịu trách nhiệm về những mảng màu trắng văng, đã được tìm thấy trong một số cá nhân bằng xét nghiệm di truyền. Đen là một trong những màu Ngựa Phần Lan hiếm nhất.
Qua các thế kỷ 18 và 19, màu hạt dẻ trong sắc thái khác nhau là màu thịnh hành của con ngựa của Phần Lan, chiếm khoảng 40-50 phần trăm của giống ngựa này, và màu vịnh (Dun), và màu da đen và xám tồn tại với số lượng lớn hơn nhiều so với ngày hôm nay: 34 phần trăm là màu vịnh, 16 phần trăm màu đen, và số còn lại 3 phần trăm là màu xám, Palomino hoặc lốm đốm. Đám cháy rộng và dấu chân cao rất hiếm, không giống như ngày nay; những mảng đậm đã trở thành phổ biến duy nhất trong thế kỷ 20. 

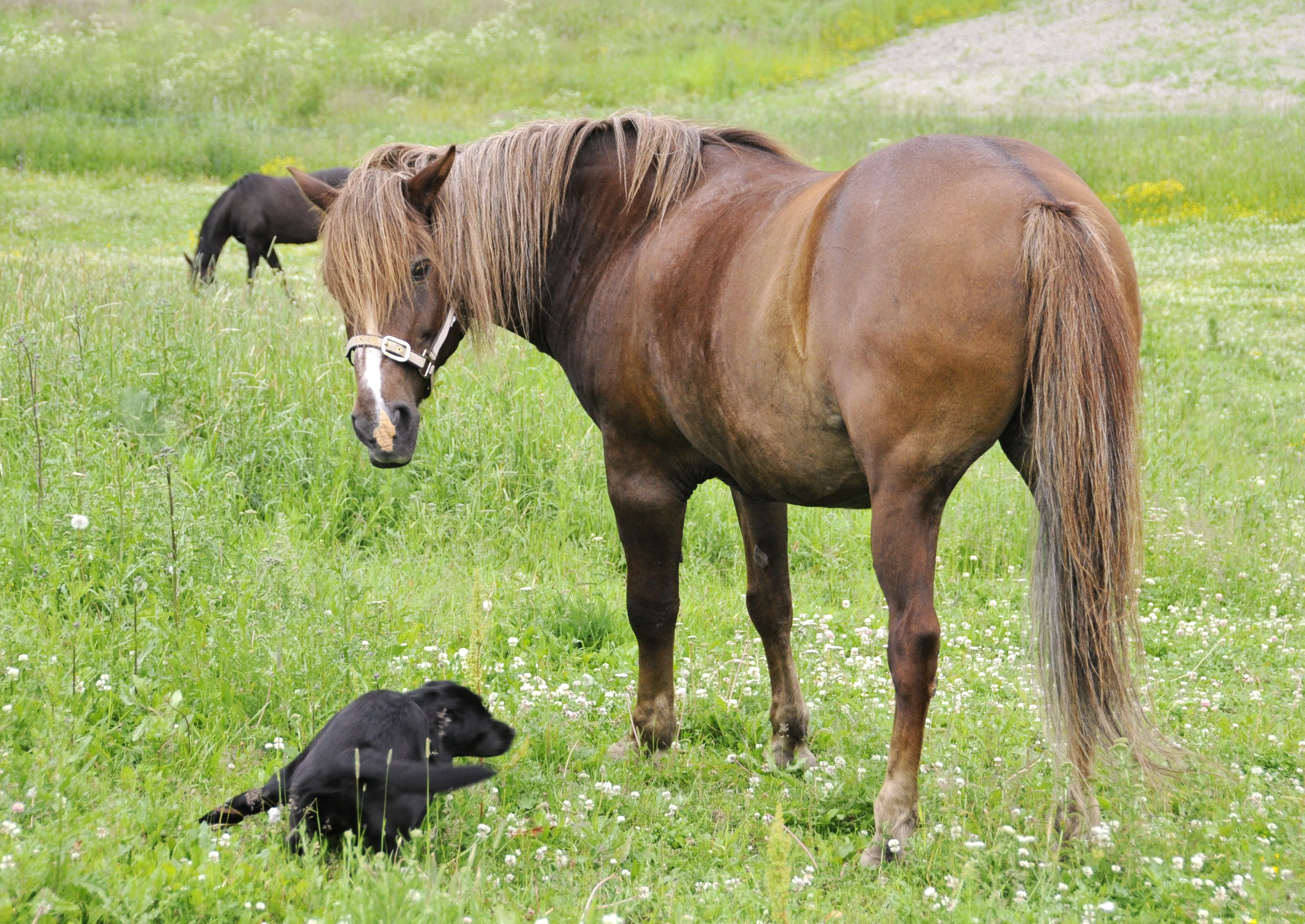
Màu sắc chủ đạo của ngựa Phần Lan

Sự thay đổi thông qua nhân giống chọn lọc đã được thể hiện rõ. Bước sang thế kỷ 20, khi một tinh thần dân tộc lên rất cao, các con ngựa Phần Lan bắt đầu được coi là một biểu tượng của Phần Lan, và những con ngựa giống thuần chủng (rặc giống) trở nên rất phổ biến. Ngoài ra, màu hạt dẻ đã chính thức được chọn là một mục tiêu chính thức cho chăn nuôi là "hết sức" phục hồi bản gốc màu của Ngựa Phần Lan. Bất kỳ màu sắc khác so với hạt dẻ được coi là bằng chứng của máu ngoại lai, và mục tiêu là làm cho tất cả các giống ngựa Ngựa Phần Lan quy đồng về một màu hạt dẻ.
Quy định chăn nuôi năm 1909 tuyên bố rằng không có con ngựa giống "với tấm lông khoác màu trắng, xám, Palomino hoặc phát hiện" có thể được chấp nhận vào sổ phả hệ. Sự phổ biến của màu vịnh và đen ở Ngựa Phần Lan giảm đi là tốt, và ít nhất một con ngựa đã được loại bỏ từ các cuốn sách stud chỉ vì màu sắc vịnh của nó. Giống màu kết hợp với việc xuất khẩu của những ngựa trong màu sắc phổ biến ở các nước láng giềng, đặc biệt là màu vịnh vào Thụy Điển, và làm cho màu hạt dẻ màu hiện hành. Trong phần đầu tiên của sách chỉ nuôi ngựa Ngựa Phần Lan đầu tiên, 105 của con ngựa đực giống được liệt kê là màu hạt dẻ và chỉ 8 là màu vịnh. Có một con đực giống có màu sắc khác là tốt, nhưng chúng không được đưa vào cuốn sách đầu tiên. Tại một thời điểm cực đỉnh, màu hạt dẻ chiếm hơn 96 phần trăm của giống ngựa này. 

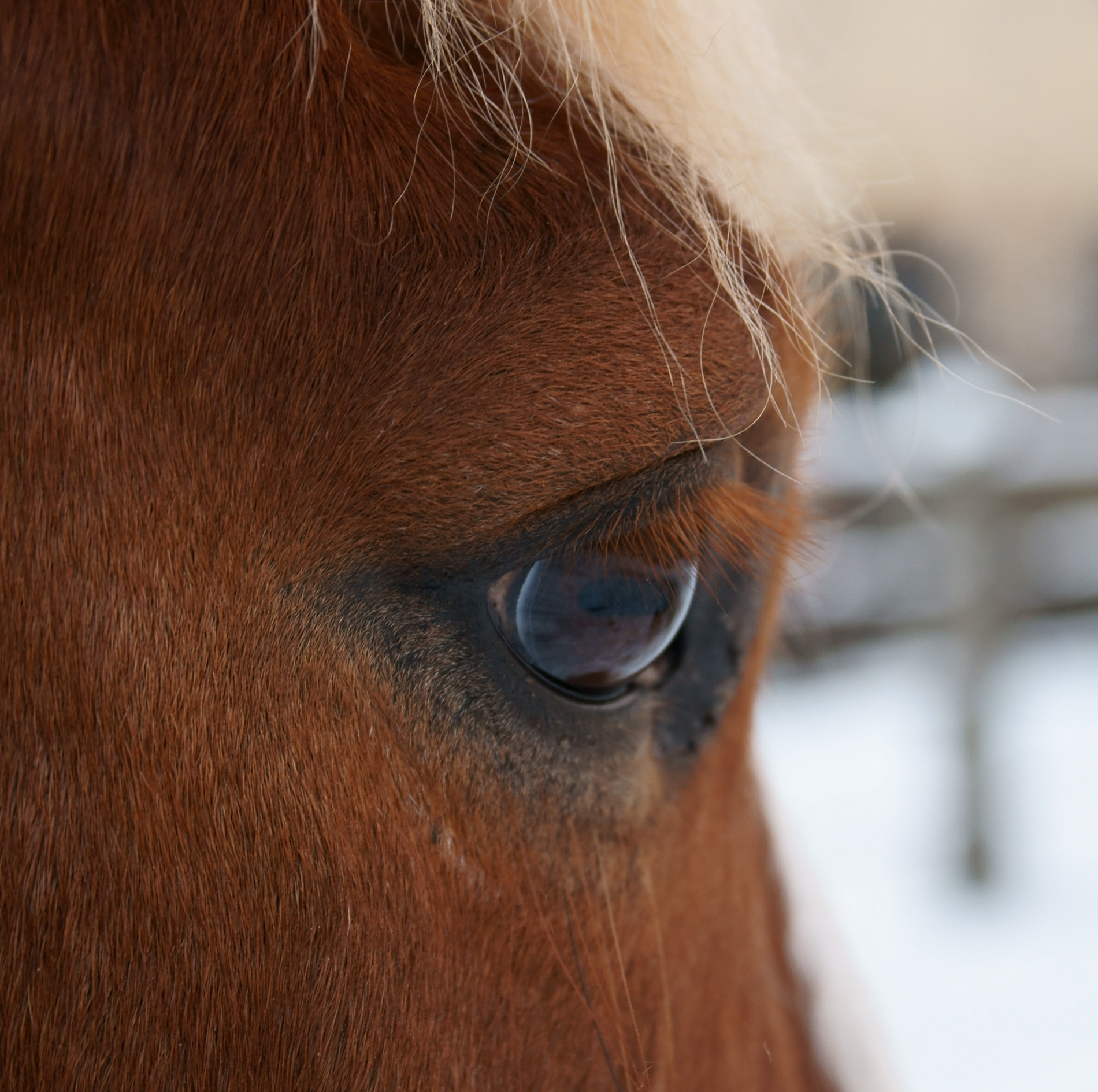
Ánh mắt con ngựa Phần Lan

Bởi vì các giống màu hạt dẻ mạnh mẽ vào đầu thế kỷ 20, kết hợp với một nút cổ chai di truyền dẫn từ số thấp của Ngựa Phần Lan đã tồn tại trong năm 1980, màu sắc như pha loãng màu xám và kem đã được bảo tồn chỉ bằng một vài nhà nhân giống nhỏ. Trong năm 1980 đã có ít hơn mười con nggựa Phần Lans xám và Palomino kết hợp với nhau. Tất cả các hãng Ngựa Phần Lan của gen màu kem ngày nay xuống từ một dòng mẹ duy nhất, được thành lập bởi các con ngựa nái Palomino Voikko (nghĩa đen, "Palomino"), những cá thể sống trong thập niên 1920.
Trong khi cả hai màu pha loãng kem và màu đen rất hiếm, có một số cá thể có da đen khói được biết đến trong các giống ngựa, người đầu tiên trong số đó đã được một con ngựa con trong năm 2009, xác định là có màu khói đen và khẳng định như vậy bởi một xét nghiệm DNA trong năm 2010. Vào tháng 4 năm 2010, một co ngựa non xuất hiện là một màu loãng kem đôi được sinh ra, SIRED bởi một da hoẳng thuộc và ra khỏi một Palomino. Con ngựa con có đôi mắt xanh và có "làn da màu hồng và áo khoác rất nhạt", và sau đó đã được chính thức công nhận là một màu loãng kem.
Các màu sắc loang nâu là rất hiếm, và ngày nay được truyền qua một đường duy nhất mà đập xuống từ các con ngựa nái có lang dâu Sonja, và một con ngựa non tơ vào năm 1936. Vào năm 2010, xác nhận chỉ có sáu cá thể ngựa Phần Lan có màu lang tồn tại, tất cả hậu duệ của một con ngựa nái năm 1987 tên là Taika-Tyttö vĩ đại, cháu gái của con ngựa Sonja. Các dòng có lang thứ hai- cuối cùng đã chết ra với việc thông qua, năm 1981 con ngựa đực Jesper Jr, là cá thể không có con cái. Sắc xám tồn tại trong một sự cô lập, giảm dần từ ngựa nái Pelelaikka, đặc biệt là thông qua các cháu ngoại của con EV Johtotähti 1726-93Ta.
Những cá thể cuối cùng dòng màu xám đã chết vào năm 2010 với năm 1988 con ngựa nái Iiris 2275-88R, những cá thể không có con màu xám. Các gen có đốm bạc sống sót vì hai lý do. Đầu tiên, nó chỉ ảnh hưởng đến màu đen và do đó được "đeo mặt nạ" trong màu hạt dẻ. Thứ hai, khi nó tác động lên màu lông đen và màu vịnh, nó tạo ra một kiểu hình hạt dẻ như thế nào. Vịnh có đốm bạc được miễn đăng ký là "hạt dẻ quế", và màu da đen có đốm bạc.

## Các dòng
Cuốn sách stud Ngựa Phần Lan đã được tạo ra vào năm 1907. Ngày nay, có bốn dòng ngựa: Dòng ngựa làm việc (T; loại giống lùn), dòng ngựa kéo xe nước kiệu Trotter (J), dòng thuần (R) và dòng Pony nhỏ (P) để cưỡi. Trong năm 1924, sự phân chia đầu tiên trong sổ phả hệ đã được tạo ra, với sự làm việc hoặc giống lùn các loại (tiếng Phần Lan: työlinja) ngựa trong một dòng và sự phổ quát của con ngựa chạy nước kiệu nhẹ. Năm 1965, tất cả-xung quanh các dòng đã được đổi tên thành dòng nước kiệu Trotter. Sau đó, vào năm 1971, phần này ngựa nhẹ hơn đã được chia thành ba phần: Trotter (Phần Lan: juoksijalinja), dòng ngựa cưỡi (Phần Lan: ratsulinja) và dòng ngựa nhỏ (Phần Lan: pienhevoslinja) các loại. Ngày nay, phần lớn các Ngựa Phần Lans là loại ngựa nước kiệu Trotter.

### Dòng kéo xe
Dòng ngựa lao công hay ngựa làm việc hoặc giống lùn loại là lâu đời nhất trong các loại Ngựa Phần Lan, và đã có phần giống riêng biệt riêng của mình kể từ khi sách chỉ nuôi ngựa đã phân chia đầu tiên vào năm 1924. Mặc dù lâu đời nhất của các loại Ngựa Phần Lan, nó là hiếm hiện nay, với tổng số chỉ có khoảng 1.000 con ngựa đã đăng ký trong dòng ngựa làm việc như của năm 2004. Ngựa kéo Phần Lan loại ngựa thể hình nặng và có một cơ thể dài hơn ngựa chạy nước kiệu Trotter và các loại ngựa cưỡi. 

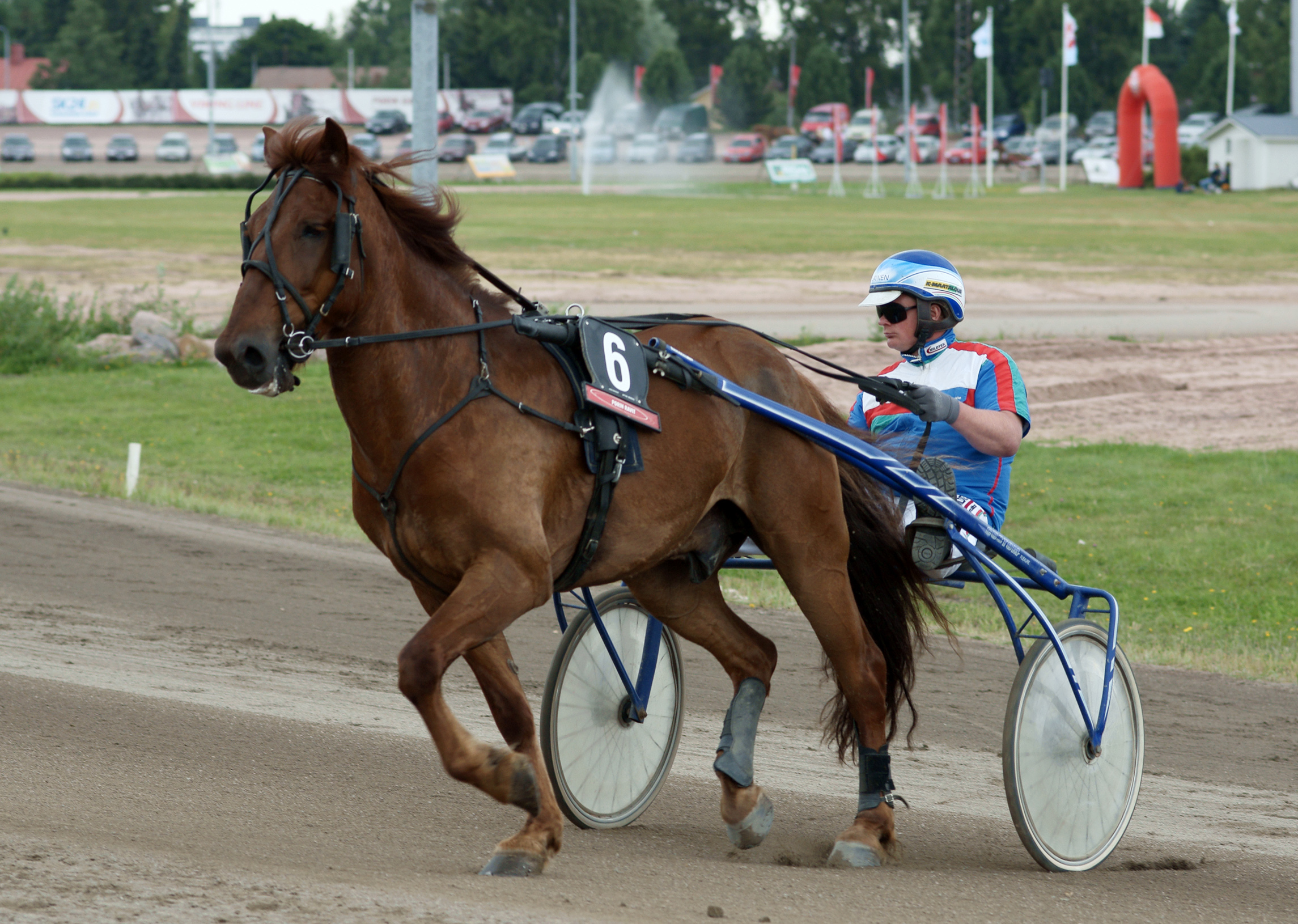
Một con ngựa kéo xe

Mặc dù tương đối nhỏ so với giống lùn các giống ngựa khác, Ngựa Phần Lan có sức kéo đáng kể và có thể kéo được những vật rất nặng vì tốt kỹ thuật kéo của giống ngựa này, với sức mạnh mẽ và mức thấp, tầm vóc cơ thể hiệu quả trong thực tế kéo làm cho chúng mạnh mẽ hơn so với nhiều giống lùn giống lớn hơn. Một con ngựa trung bình trong giống lùn công việc có khả năng kéo khoảng 80 phần trăm trọng lượng riêng của mình, trong khi một Ngựa Phần Lan có thể kéo nhiều như 110 phần trăm. Trong các cuộc thi ngựa làm việc, các Ngựa Phần Lans tốt nhất có thể đạt được kết quả cao hơn, kéo hơn 200 phần trăm trọng lượng cơ thể của mình.
Một giống lùn kiểu ngựa phải vượt qua hai bài kiểm tra trong việc thẩm định sách chỉ nuôi ngựa: một thử nghiệm đi bộ và cả một hoặc một bài kiểm tra khả năng lèo lái nói chung khi cày kéo. Các điểm nhất định cho hoạt động của con ngựa trong những thử nghiệm này được thêm vào cho tính khí và dáng chạy của nó, kết quả là số điểm tính thi chính thức. Con ngựa cũng được đưa ra một số điểm cho dáng của nó. Ngoài ra để đạt được điểm số tối thiểu cho cả khả năng làm việc và cấu tạo, ngựa đực giống chấp nhận cho phần lao động con ngựa của cuốn sách stud được yêu cầu để phi nước kiệu 1.000 mét (1.100 yd) trong ít hơn 2 phút và 30 giây.

### Ngựa nước kiệu
Các loại ngựa Trotter là Ngựa Phần Lan nhẹ nhất. Dòng ngựa A Trotter nên có thể kết cấu nhẹ nhưng cơ bắp, với một cơ thể tương đối dài và đôi chân dài thon thả. Theo đánh giá sách chỉ nuôi ngựa, một kiểu ngựa Trotter phải đáp ứng các tiêu chuẩn trong kết quả đua xe ngựa và/hoặc trong chỉ số giá trị giống như ra lệnh. Một con bố của ngựa Trotter được đánh giá trong các thử nghiệm khả năng lèo lái. Tuy nhiên, loại này không phải là một phần của tiêu chuẩn đánh giá sách chỉ nuôi ngựa cho chạy lúp xúp. 

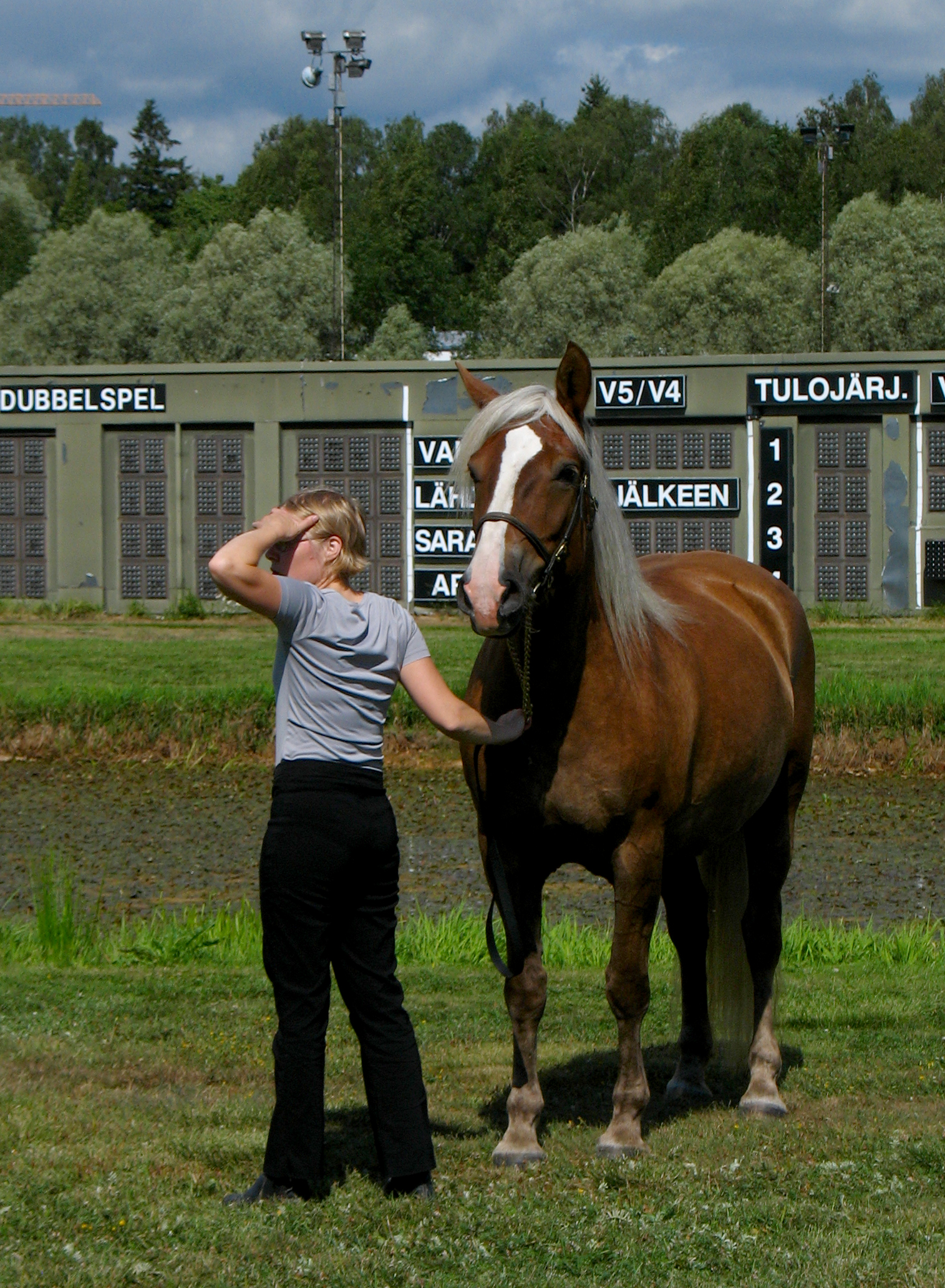
Một con ngựa nước kiệu

Các loại Trotter đã tồn tại như một phần giống riêng biệt từ năm 1965, khi "con ngựa phổ quát" của sách chỉ nuôi ngựa Ngựa Phần Lan được đổi tên và thay thế bằng các dòng ngựa nước kiệu Trotter. Trong khi tổng số Ngựa Phần Lan giảm trong thế kỷ 20, sự phổ biến của ngựa kéo xe đua làm tăng tỷ lệ sinh Ngựa Phần Lan khoảng từ mức thấp lịch sử của những năm 1970 và 1980. Ngày nay, khoảng 2.000 Ngựa Phần Lan là ra đời trong các lò đào tạo và 3 000 con ngựa đua cạnh tranh trong cuộc đua khai thác. Các chức vô địch đua Ngựa Phần Lan Kuninkuusravit bắt đầu vào năm 1924 và đã được tổ chức hàng năm kể từ đó, thu hút hàng ngàn khán giả.
Ngựa Phần Lan thì chậm trưởng thành hơn so với giống ngựa nhẹ hơn, và do đó thường đi vào cuộc thi đua khai thác ở tuổi thứ bốn. Tuy nhiên, kết cấu của nó chịu được sự cạnh tranh tốt hơn so với những con ngựa chạy lúp xúp như ngựa nhẹ, và sự nghiệp cạnh tranh hiệu quả của giống ngựa này có thể rất dài. Các khai thác văn bản dưới luật đua Phần Lan cho phép Ngựa Phần Lan để được thoát khỏi độ tuổi từ 3 đến 16. Đối với một con ngựa máu lạnh "coldblood" giống, Ngựa Phần Lan là chạy khá nhanh. Các kỷ lục ngựa máu lạnh coldblood Phần Lan chính thức vào năm 2010 là 19,9 aly, được tổ chức bởi các nhà đua Ngựa Phần Lan vô địch đua ngựa Viesker.
Các con ngựa máu lạnh coldblood tạo kỷ lục thế giới trong các cuộc đua khai thác được thời gian dài trước Ngựa Phần Lan, cho đến năm 2005 kỷ lục bị phá vỡ bởi con ngựa Järvsöfaks, một con ngựa nước kiệu máu lạnh coldblood Trotter Scandinavi từ Thụy Điển. Vào năm 2010, hồ sơ chính thức của Phần Lan cho ngựa và kỷ lục thế giới cho ngựa cái máu lạnh coldblood, được 20.2aly, được tổ chức bởi những đôi Ngựa Phần Lan đua nữ vô địch IP Vipotiina. Các kỷ lục tốc độ Ngựa Phần Lan tuyệt đối được 19.4aly, được tổ chức bởi những con ngựa đực Sipori. Như kết quả không đạt được từ một chiến thắng, thời gian không phải là một kỷ lục Phần Lan chính thức. Ngựa Phần Lans đã rất thành công với giống coldblood Trotter khác của Scandinavia, rằng vào thế kỷ 21, chúng đã được nhận vào Thụy Điển và chủng tộc Na Uy chỉ bởi lời mời.
Một số sai sót kết cấu (lỗi nhân giống) phổ biến trong các giống ngựa có thể cản trở sự thành công của giống ngựa Trotter bao gồm một cú thuận tay nặng và chân sau. Một vấn đề khác có ảnh hưởng đến một số Ngựa Phần Lans là một xu hướng để phi nước kiệu với mặt trước và chân sau trực tiếp mà tạo ra một xác suất cao nơi các móng chân sau nhấn cổ chân phía trước, mà có thể gây ra việc phá dáng đi hay làm xấu thế di chuyển. Điều này có thể được giúp đỡ để một mức độ cẩn thận.
Ngoài ra còn có một khuynh hướng thiên về sự thoái hóa xương của sụn móng của bàn chân trước, mà có xu hướng tăng theo tuổi tác, và dường như là di truyền. Điều này điều kiện, được gọi là xương bị bè (sidebone) khi nó ảnh hưởng đến sụn bên và giữa của bàn chân, là phổ biến trong giống lùn. Tuy nhiên, một nghiên cứu của Ngựa Phần Lan bị ảnh hưởng cũng lưu ý rằng con ngựa có ngón chân dài và đôi móng cao gót thấp rất thường gặp và hóa xương tương quan với chiều dài của gót chân ngựa.

### Dòng ngựa cưỡi
Dòng ngựa cưỡi Ngựa Phần Lan (dressage) là một gắn kết có khả năng và đáng tin cậy. Nó thiếu một số đặc điểm cần thiết để cạnh tranh ở cấp cao nhất của môn thể thao cưỡi ngựa quốc tế, nhưng sự kết hợp của kích thước và tính khí tốt làm cho nó thích hợp cho cả người lớn và trẻ em. Để hội đủ điều kiện cho các dòng ngựa cưỡi, một ngựa phải mang theo cũng chính nó, và có một cái cổ dài, đầu nhỏ, vai dốc và vai cũng được xác định. 

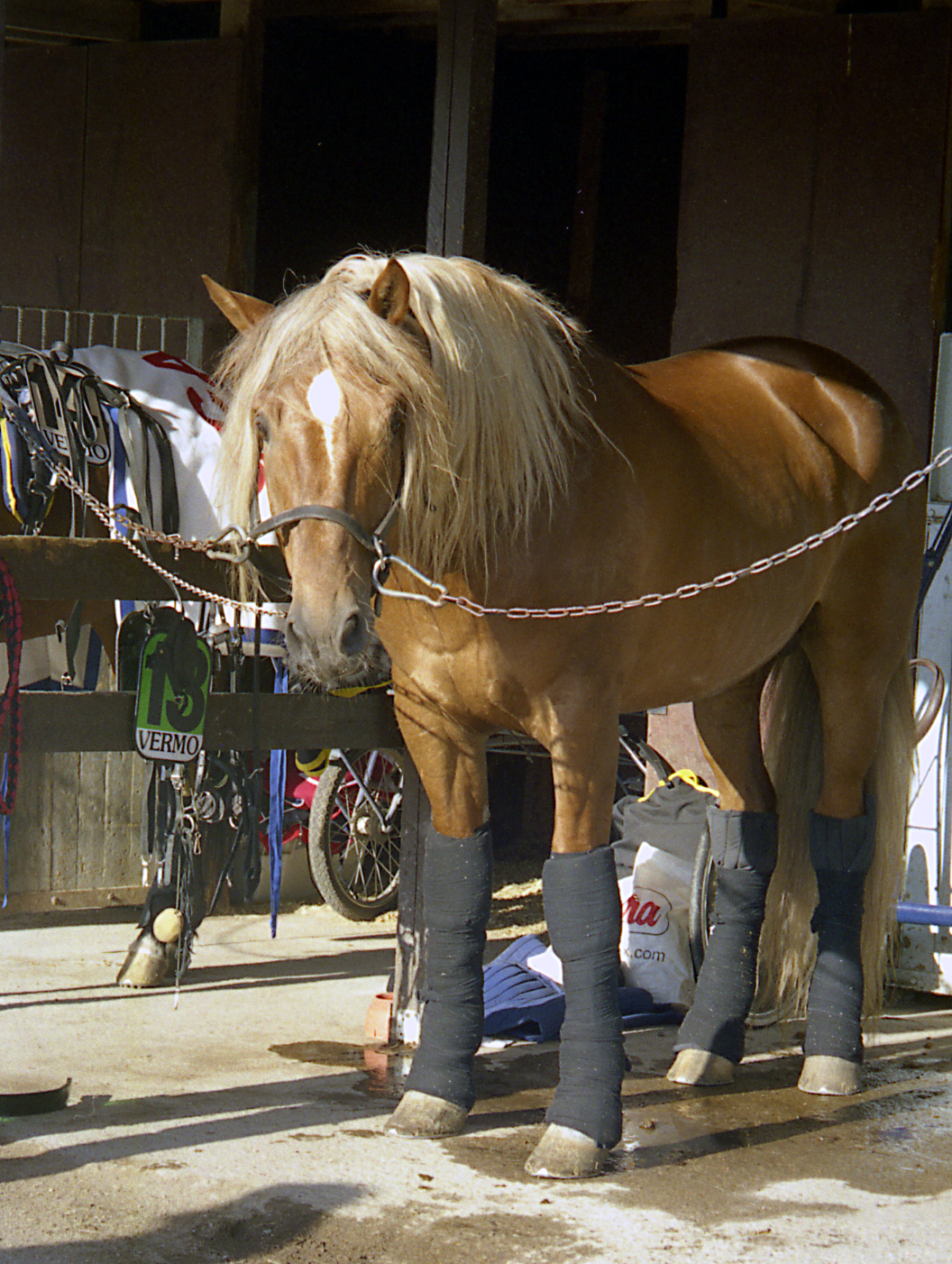
Một con ngựa cưỡi

Cơ thể không quá dài, các con Ngựa Phần Lan phổ quát mục tiêu chăn nuôi đã thực hiện các giống ngựa của một xây dựng nhẹ, với cái cổ dài hơn, dáng chạy tốt hơn và lỗi ít hơn trong cấu, cho phép Ngựa Phần Lan cưỡi kiểu hiện đại để biểu diễn dễ dàng hơn trên các đường bit. Ngay cả tính khí của động vật phần cưỡi dường như đã trở nên có hồn hơn. Để vượt qua các đánh giá sách chỉ nuôi ngựa, một kiểu cưỡi ngựa phải hoặc đã được đặt trong một dressage hạng IV hoặc kết hợp kéo xe đua, hay vượt qua một bài kiểm tra dressage. phải vượt qua một đánh giá về bước nhảy và một thử nghiệm ridability, và có dáng đẹp.
Ngựa nái có thể đủ điều kiện duy nhất trên cơ sở của một thử nghiệm ridability và đánh giá phong trào. Mặc dù hình ảnh của Ngựa Phần Lan như một con ngựa làm việc trong trang trại, loài này được sử dụng như một kỵ binh gắn liền với chiến trận từ thế kỷ 17 cho đến khi kết thúc chiến tranh thế giới II. Sau khi có sự cơ giới hóa trong nền nông nghiệp của Phần Lan trong những năm 1960 và đầu năm 1970, tuy nhiên, nó không phải là rõ ràng nếu Ngựa Phần Lan sẽ làm cho quá trình chuyển đổi thành một con ngựa cưỡi, mặc dù việc sử dụng lâu dài của các giống ngựa của kỵ binh Phần Lan đã chứng minh nó rất phù hợp cho công việc.
Các con Ngựa Phần Lan đã có một hình ảnh mạnh mẽ như một con ngựa làm việc khai thác, kết hợp với cuộc sống nông thôn và thời gian ký ức. Khi đi xe như là một sở thích nổi lên và trở nên thành lập ở các thành phố của Phần Lan trong những năm 1960, ngựa và ngựa nhập khẩu được ưa chuộng như một gắn kết; ngựa ngựa máu nóng đại diện thời hiện đại, thời gian giải trí và sự giàu có, trong khi Ngựa Phần Lan được xem như là gồ ghề và không phức tạp. Các phần sách chỉ nuôi ngựa, được tạo ra vào năm 1971, tăng trưởng chậm và đã đạt được chỉ vài chục con ngựa trong thập kỷ đầu tiên của mình, như là ý tưởng của một Ngựa Phần Lan dùng để cưỡi được coi gần như vô lý vào thời điểm đó.
Các giải Suomenratsut ry (SuoRa, hoặc "Finnmounts") tổ chức được thành lập vào năm 1974 để thúc đẩy việc sử dụng các Ngựa Phần Lan kéo xe, và với sự phổ biến ngày càng tăng của cưỡi và sự hỗ trợ của SuoRa, Ngựa Phần Lans kiểu cưỡi có được chỗ đứng, mặc dù vào cuối những năm 1970, thậm chí SuoRa ước tính chỉ có khoảng 300 Ngựa Phần Lan đã được sử dụng để cưỡi. Tuy nhiên, sự phổ biến của xe đua khai thác và sự sinh sản của loại Ngựa Phần Lan Trotter làm giống ngựa nhẹ hơn và nhanh hơn tổng thể, mà còn được lợi ích của phần cưỡi.
Ngoài ra, Viện chăn nuôi ngựa nhà nước của Phần Lan Ypäjä được thành lập vào năm 1970, và là trang trại stud đầu tiên lai tạo và đào tạo Ngựa Phần Lan cho cưỡi trên một quy mô lớn hơn. Được đào tạo gắn kết Ngựa Phần Lan từ Ypäjä, nhìn thấy số lượng ngày càng cạnh tranh, thêm vào sự phổ biến và độ tin cậy của các con giống để sử dụng kéo xe. Sau sự khởi đầu chậm chạp, Ngựa Phần Lan đã ngày càng đánh giá cao như một con ngựa cưỡi. Hôm nay, hơn 5.000 được sử dụng để cưỡi. Cưỡi ngựa phần hiện được sau khi tìm trong khi phần chạy nước kiệu bị dư thừa nguồn cung. 

### Dòng ngựa lùn
Mặc dù kích thước nhỏ của nó, Ngựa Phần Lan ngựa có kích thước không phải là một con ngựa chuẩn, và sở hữu tỷ lệ cơ thể giống nhau và chuyển động như các phần lớn hơn.
Một Ngựa Phần Lan ngựa cỡ nhỏ phải đo không quá 148 cm (58-1/2 inches) tới vai hoặc mông. Cả hai giới cũng được yêu cầu để vượt qua hoặc là một khả năng lèo lái hay một thử nghiệm ridability, phả hệ của con ngựa cũng được đánh giá, và các cá thể với thường lệ loại nhỏ giảm dần từ dòng lớn hơn có kích thước không được chấp nhận. Những con ngựa nên cân xứng nhỏ hơn tất cả, và thể hiện tất cả những phẩm chất của một kích thước đầy đủ Ngựa Phần Lan, sự chú ý đặc biệt triệt để được trả về cho chúng, sự vâng lời và hợp tác của những con ngựa lùn. 

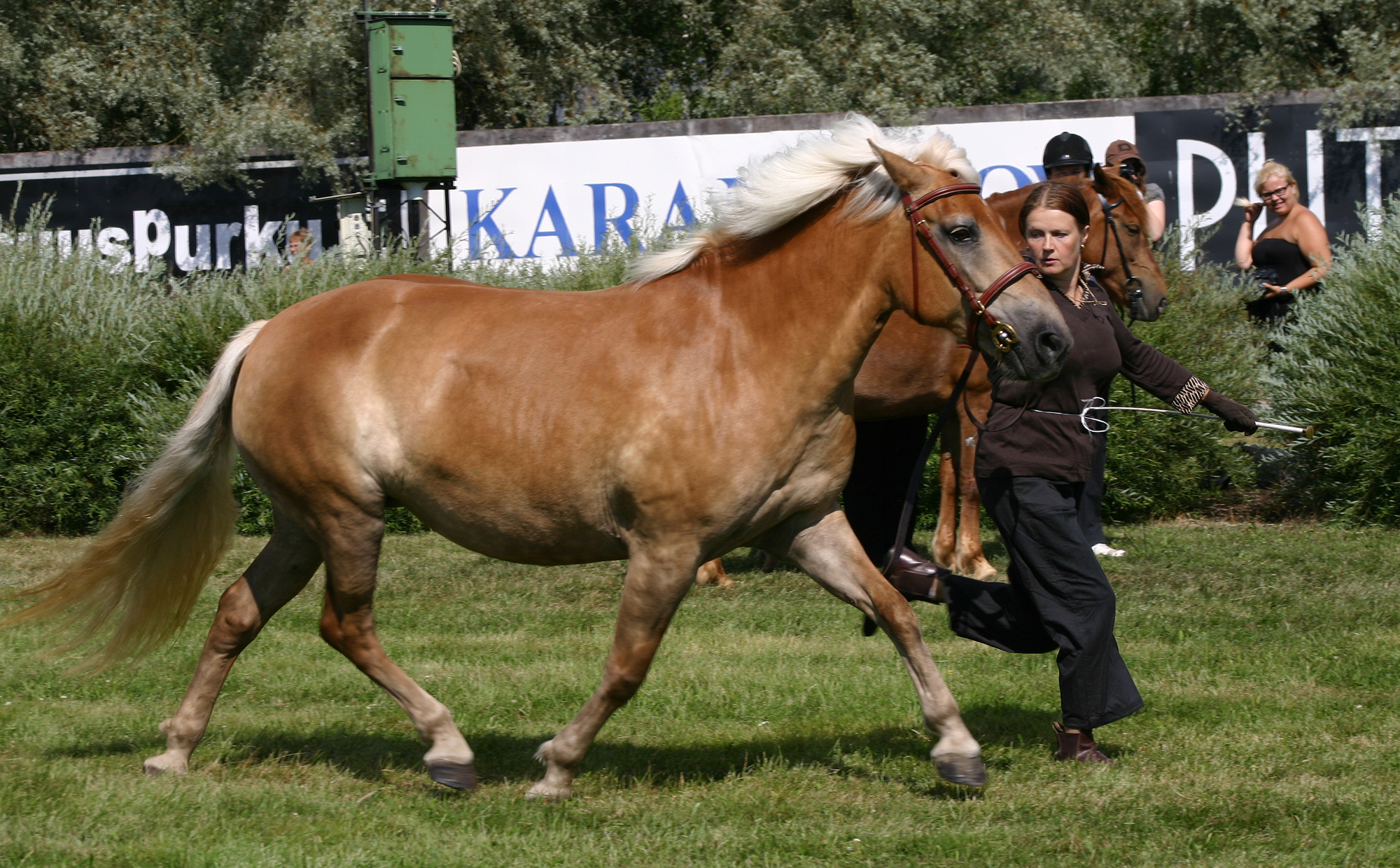
Một dòng ngựa lùn

Các con Ngựa lùn Phần Lan là phù hợp với thực tế bất kỳ sử dụng Ngựa Phần Lan lớn hơn là, với ngoại lệ của giống lùn công việc nặng nhọc vì kích thước nhỏ hơn và giảm tỷ lệ sức mạnh. Tuy nhiên, một số cá thể đã có thể cạnh tranh với và thậm chí giành chiến thắng chống lại những con ngựa Phần Lan kích thước đầy đủ trong các cuộc thi ngựa làm việc. Nhiều cá thể ngựa kích thước lùn là việc lai vàđăng ký cho dòng Trotter, như Ngựa Phần Lan nhỏ có thể là đối thủ những cuộc đua tranh bình đẳng trong khai thác đối với những con ngựa lớn hơn. Trong kéo xe kết hợp, kích thước cỡ nhỏ của Ngựa Phần Lan là một lợi thế, cho phép linh hoạt hơn.
Mặc dù dòng sinh sản của nó được tạo ra cùng một lúc như các loại ngựa Trotter và ngựa cưỡi, con ngựa cỡ Ngựa Phần Lan là kỹ thuật mới nhất của các dòng, như những con ngựa chạy lúp xúp và ngựa cưỡi được nhân giống như "ngựa phổ quát" trong một phần kết hợp bắt đầu từ năm 1924. Các con ngựa Phần Lan đã được lai tạo với kích thước lớn hơn trong nhiều thế kỷ, và khi phần giống ngựa nhỏ được thành lập, vài dòng ngựa cỡ lớn tồn tại. Các dòng vẫn là loại hiếm nhất của Ngựa Phần Lan, với chỉ khoảng 80 con đực giống và 420 ngựa cái được chấp nhận trong sách chỉ nuôi ngựa như năm 2010. 

## Đăng ký
Để được đăng ký như là một con ngựa Phần Lan, một con ngựa hoặc là phải có con bố mẹ đăng ký như con Ngựa Phần Lan, hoặc được xác nhận có nguồn gốc từ ít nhất ba thế hệ của Ngựa Phần Lan. Để hội đủ điều kiện cho các cuốn sách stud Ngựa Phần Lan như một con vật nuôi, một con ngựa phải chứng minh bản thân bằng cách đáp ứng hoặc vượt quá các tiêu chuẩn giống thiết cho chất lượng khác nhau: khả năng thực hiện, cấu tạo cơ thể, bố trí, và trong một số trường hợp, chất lượng của các con. Bất kỳ con ngựa được cung cấp cho các sách chỉ nuôi ngựa Ngựa Phần Lan phải có ít nhất là 4 tuổi, một con ngựa đực hoặc một con ngựa, và đăng ký một con Ngựa Phần Lan. 

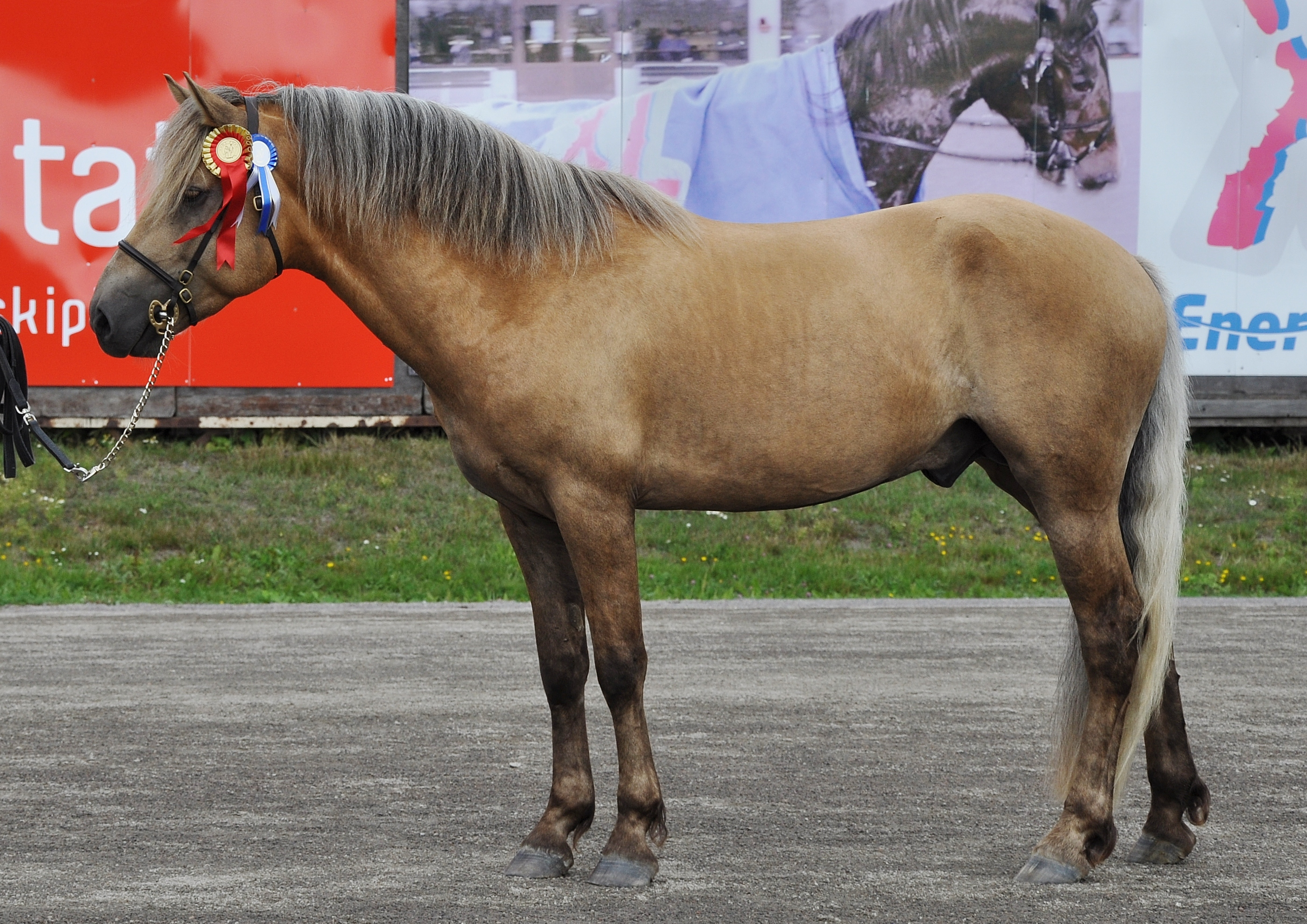
Một con ngựa đã được đăng ký

Các hội đồng đánh giá cuốn sách stud xem xét hiệu suất của ngựa trong kỷ luật của họ mong muốn: cưỡi, lái xe, đua khai thác, hoặc các sự kiện ngựa làm việc. Ngựa để được đăng ký trong sổ phả hệ được kiểm tra để thực hiện việc kiểm tra đăng ký tại sổ phả hệ. Với sự ngoại lệ của dòng Trotter cũng được đánh giá dựa trên "loại". Sự phù hợp của tổng thể kết cấu của ngựa cho dòng của nó. Các cá thể không đủ điều kiện cho các sách chỉ nuôi ngựa trên giá trị riêng của chúng trong cuốn sách quá trình đánh giá stud có thể được chấp nhận sau này, dựa trên chất lượng và thành tích của con cái.
Để điều này xảy ra, con của một con ngựa được đánh giá bởi lịch sử cạnh tranh của chúng hoặc đánh giá cuốn sách stud, và nếu có chất lượng đủ cao, cha mẹ của chúng sau đó cũng được cấp chấp nhận vào sổ phả hệ. Ngược lại, một con ngựa có thể được gỡ bỏ từ các sách chỉ nuôi ngựa nếu con cái của chúng được tìm thấy có bất kỳ lỗi nào trong di truyền. Một con ngựa đực cũng có thể được gỡ bỏ nếu con cái của nó rõ ràng là dưới mức trung bình trong những cuộc thi đấu cạnh tranh hoặc đánh giá cuốn sách stud. 

### Thử nghiệm Đi bộ
Các thử nghiệm đi bộ chỉ được đưa ra để xác định loại Ngựa Phần Lans và đo lường sức chịu đựng của con ngựa trong khi kéo một tải trọng. Con ngựa thử nghiệm kéo một trong lượng 500 kg (79 st; £ 1100) tải cho 500 mét (550 yd), đi bộ. Thời gian tính toán trên mỗi km phải là không có hơn mười phút để đủ điều kiện được chấp nhận. Một con ngựa tham gia vòng loại với thời gian này sẽ được trao cho bốn điểm. Thêm điểm được đưa ra cho lần nhanh tại các khoảng thời gian 30 giây, và những điểm tối đa nhất định là 10, trong một thời gian dài không quá tám phút và 30 giây.

### Kéo thử nghiệm
Ngựa Ngựa Phần Lan thực hiện trong thử nghiệm kéo với một chiếc xe đo. Người xà ích của nó được phép ngồi trên xe, một ngoại lệ cho quy tắc. Xe kéo là một phần của đánh giá sách chỉ nuôi ngựa đực giống từ năm 1936-1970. Việc kéo, hoặc kháng kéo, thử nghiệm cũng là một thử nghiệm chỉ cho những con ngựa thải loại, và các biện pháp kéo công suất so với kích thước. Các thử nghiệm được thực hiện trong nhiều giai đoạn tiến bộ, được gọi là "bước", với tải trọng tăng lên mỗi lần. Con ngựa thử nghiệm sẽ kéo một chiếc xe trượt tuyết nặng trên cát bán thô. Ma sát giữa xe trượt tuyết và cát được đưa vào đo trước khi thử nghiệm.
Bộ trượt được nạp theo trọng lượng của ngựa; trong lần đầu tiên, tải trọng tương đương với 36 phần trăm trọng lượng ước tính của ngựa; với mỗi giai đoạn tiếp theo của các kiểm tra, tải trọng tăng 6 phần trăm trọng lượng của ngựa. Những con ngựa phải kéo xe trượt tuyết cho 10 mét (33 ft) tại mỗi cân. Nếu con ngựa dừng lại trong một bài kiểm tra và không trở lại trong vòng một phút, hoặc dừng lại bốn lần trước khi đạt khoảng cách cần thiết, các thử nghiệm là ngưng.
Hai điểm được thưởng cho mỗi giai đoạn thử nghiệm thành công, với tổng số điểm tối đa là 20. Phong cách kéo cũng được đánh giá, và được 4-10 điểm. Để vượt qua các bài kiểm tra, con ngựa phải hoàn tất việc kéo cho ít nhất năm "bước". Điều này tương ứng với công suất kéo của 60 phần trăm trọng lượng của ngựa. Giải thưởng 20 điểm tương ứng với 90 phần trăm trọng lượng của con ngựa bị kéo.

### Khả năng lèo lái
Các bài kiểm tra khả năng lái nói chung được thực hiện bởi ngựa đực giống Trotter. Nó là tùy chọn cho giống lùn loại ngựa thay cho các bài kiểm tra kéo, và cho ngựa kích thước lùn thay cho kiểm tra rideability. Các con ngựa được điều khiển bởi hai thành viên khác của Hội đồng định giá sách chỉ nuôi ngựa trong khi thử nghiệm này, và yêu cầu thực hiện tại một lượt đi bộ và trot. Các bài kiểm tra khả năng lèo lái mà đánh giá bố trí: khả năng thích ứng, độ tin cậy, và trầm tĩnh, bao gồm bốn phần, và mức chấm từ 0-5 điểm được đưa ra cho mỗi lượt. Để vượt qua các bài kiểm tra, con ngựa phải thắng ít nhất một điểm cho mỗi phần của bài thi, và số điểm tổng hợp của nó cho các bài kiểm tra phải có ít nhất 10 điểm.

## Lịch sử
Tổ tiên của Ngựa Phần Lan hiện đại là một nội dung quan trọng trong lịch sử Phần Lan, được sử dụng như những con ngựa làm việc và con vật thồ kéo trong mọi khía cạnh của cuộc sống từ thời cổ đại cho đến thế kỷ thứ 20. Dòng chính xác các giống ngựa hiện đại có nguồn gốc không rõ ràng, nhưng nhiều ảnh hưởng bên ngoài đã được ghi lại trong suốt lịch sử của Phần Lan. Các bằng chứng khảo cổ sớm nhất của con ngựa hiện trong hôm nay là ở giữa thời kỳ đồ sắt ở Phần Lan (400-800 CE).
Các tổ tiên của nó Ngựa Phần Lan và sau này trở thành một tài sản không thể thiếu cho các lực lượng quân sự khỏi khu vực của Phần Lan trong thời kỳ cai trị của Thụy Điển và Nga, và từ khi độc lập. Ngoài các chức năng như quân sự và ngựa làm việc, các con Ngựa Phần Lan cũng đã được lai tạo cho tốc độ trong các cuộc đua, và nó có thể được lập luận rằng môn thể thao này là nhân tố chính trong sự tồn tại của giống ngựa sau khi con số của nó đã bị rớt trong nửa sau của thế thế kỷ 20, từ khoảng 400.000 con trong năm 1950 lên 14.000 con trong năm 1980. Trong thế kỷ 21, những con số của các giống ngựa đã ổn định ở mức khoảng 20.000 cá thể.

### Ban đầu
Mặc dù nhiều giả thuyết tồn tại về nguồn gốc của ngựa ở Phần Lan, một con ngựa hoang dã bản địa gốc được cho là không thể xảy ra, như số lượng đáng kể của ngựa thuần hóa được nhập khẩu từ lần đầu tiên. Các con Ngựa Phần Lan rất có thể là hậu duệ của một con ngựa nhà Bắc Âu. Một giả thuyết cho rằng ngựa đến từ phương tây, mang đến những gì ngày hôm nay là Phần Lan tây của những người Viking trong thời đại Viking vào khoảng năm 800-1050 CE. 

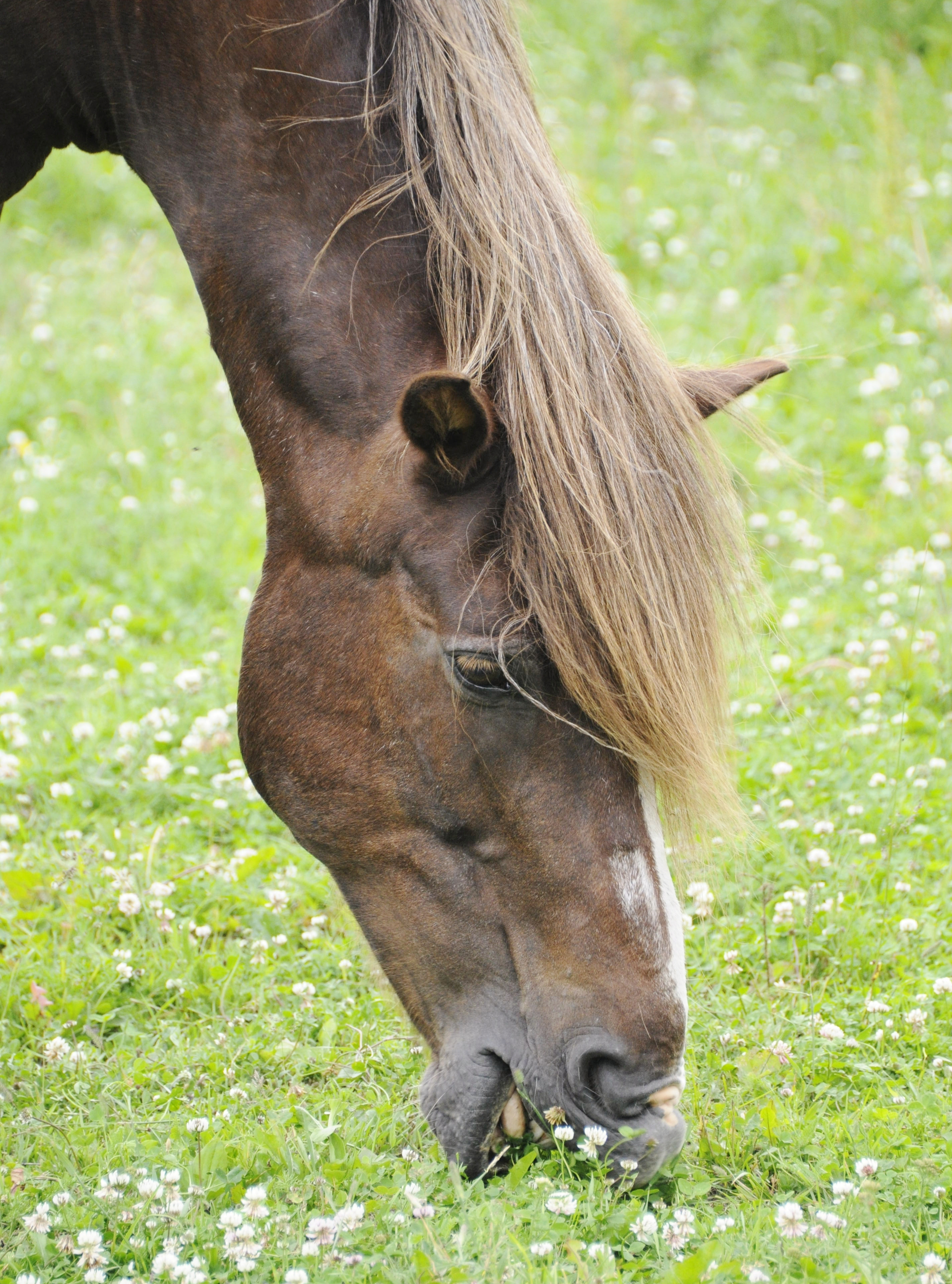
Ngựa Phần Lan

Những con ngựa Viking có thể đã được tổ tiên người miền bắc châu Âu. Các lý thuyết chính khác cho thấy rằng không dân tộc Viking, những người di cư sang Phần Lan từ phía Đông Nam và phía Nam, mang theo những con ngựa có nguồn gốc Mông Cổ đã được phát triển hơn nữa trong dãy Urals và khu vực sông Volga. Cả hai lý thuyết có cơ sở, vì có hai loại ngựa khác biệt trong các vùng phía đông và phía tây của Phần Lan mà còn khác biệt với nhau cho đến ít nhất là giữa thế kỷ thứ 19.
Nguồn gốc đông của loài này được đề xuất đầu tiên bởi nhà khảo cổ học Johannes Reinhold Aspelin, người đã xuất bản Suomalaisen hevosen kotoperäisyydestä ("Về Giáng sinh của ngựa Phần Lan") trong 1886-1887. Aspelin đề xuất rằng ngựa của Phần Lan là hậu duệ của một loài động vật có đi kèm với di dân các dân tộc Finno-Ugric từ vùng Volga và giữa Nga đến bên bờ vịnh Phần Lan. Một ý tưởng tương tự như đã được đề xuất hơn một trăm năm trước đó bởi nhà sử học tự nhiên Pehr Adrian Gadd, và lý thuyết này đã tiếp tục nhận được sự hỗ trợ vào thời hiện đại. Các bác sĩ thú y Ludvig Fabritius coi là nguyên mẫu đề xuất một nhánh phụ của một giống "Tartarian", và coi nó có thể là nguyên mẫu cùng cũng chịu ảnh hưởng của Estonia, quần thể ngựa Thụy Điển và Na Uy.
Sau đó, nhà nông học Axel Alfthan (1862-1934) và bác sĩ thú y Kaarlo Gummerus (1840-1898) đã mở rộng giả thuyết của Aspelin, đề xuất rằng dân số ngựa sau đó tách ra thành các loại Phần Lan và Trung Đông Phần Lan, mà đã ở lại phân biệt như muộn nhất là đến lượt của thế kỷ 20. Hình ảnh hỗ trợ cho những tuyên bố: con ngựa Karelian nhỏ là khối ô vuông và mập mạp, vai rõ rệt, một cái cổ ngắn và đầu to. Con ngựa nhỏ từ trung ương Phần Lan, mặt khác, là cao thanh, với một cơ thể dài hơn, cổ nhẹ hơn và đầu tinh tế hơn.
Các giáo sư Thụy Điển Eric Åkerblom thậm chí còn cho rằng con ngựa của Phần Lan lan rộng dọc theo thung lũng sông Troms, Na Uy, và là tổ tiên của các Nordlandshest /Lyngshest, được tìm thấy xung quanh Lyngenfjord. Người Na Uy tiếp tục sử dụng Ngựa Phần Lan có dòng máu, sau khi mua loại ngựa lùn Phần Lan loại ngựa Viri 632-72P để sử dụng vào năm 1980. Tuy nhiên, Åkerblom bác bỏ khả năng rằng đông Ngựa Phần Lan đến từ cùng một mẫu thử nghiệm là giống ngựa phương Tây.
Năm 1927, bác sĩ thú y và giáo sư Veikko Rislakki (sau đó Svanberg) đề xuất một lý thuyết khác nhau trong luận án tiến sĩ của ông. Ông lập luận rằng ba loại ngựa hoang dã tồn tại ở châu Âu, một trong số đó ông tin là ngựa Przewalski. Rislakki tin loại chưa thuần chủng và đặc biệt là lớn đầu này là con ngựa đầu tiên người Phần Lan đã gặp khoảng 1000 TCN. Ông cho rằng mà người Phần Lan sau này gặp phải các dân tộc và con ngựa khác ở phía nam của vịnh Phần Lan, và rằng những con ngựa đã cân đối tốt hơn con ngựa với một mõm ngắn hơn và trán rộng, hậu duệ của ngựa rừng châu Âu Tarpan.
Ngoài ra, Rislakki gợi ý rằng người Phần Lan gặp khoảng 1000 TCN. Ông ủng hộ rằng người Phần Lan sau này gặp phải các dân tộc và con ngựa khác ở phía nam của vịnh Phần Lan, và rằng những người đã cân đối tốt hơn con ngựa với một cái mõm ngắn hơn và trán rộng, hậu duệ của Tarpan. Ngoài ra, Rislakki gợi ý rằng người Phần Lan đi qua ngựa châu Âu có nguồn gốc Tây Ban Nha và tiếng Pháp trong vài thế kỷ đầu tiên CE, kích thước lớn hơn và với trán hẹp. Rislakki tin rằng kỳ thi craniometric thực hiện trong năm 1920, đã chứng minh ảnh hưởng của tất cả ba loại ngựa.
Gần 20 năm sau, trong chiến tranh Continuation, Rislakki cũng đo đạc về ngựa Karelian, và đề nghị rằng chúng cũng đến từ một động vật Bắc Âu gốc hậu duệ của ngựa Tarpan. Các nghiên cứu hiện đại có lý thuyết mất uy tín cho thấy giống ngựa thuần hóa hiện đại giảm dần từ Tarpan hay ngựa hoang Mông Cổ Przewalski. Những con ngựa Konik hiện đại tương tự như Tarpan tuyệt chủng. Trong những năm đầu thế kỷ 20, Một người Anh là JC Edward và người Na Uy S. Petersen, đề xuất rằng Phần Lan và các nước khác xung quanh Vịnh Phần Lan còn có các khu vực nhà cho cái gọi là "ngựa vàng".
Một nhà dân tộc học Kustaa Vilkuna (1902-1980) ủng hộ quan điểm này, đang đề xuất một " ngựa Estonian-Finno-Karelian" hậu duệ của một con ngựa rừng nhỏ trước đây phổ biến ở các vùng đất xung quanh Vịnh Phần Lan. Thiết bị sử dụng cho ngựa sớm nhất (bit) được tìm thấy trong ngôi mộ Phần Lan có niên đại từ Phần Lan Trung sắt, bắt đầu từ khoảng năm 400 CE. Giống phái sinh từ các loại đầu giống như Ngựa Phần Lan bao gồm ngựa bản địa Estonia, ngựa Na Uy Nordlandshest/Lyngshest, Thụy Điển Gotland Russ, con ngựa Mezen từ khu vực Archangelsk, Nga, và Lithuania Žemaitukas.
Tại một số thời điểm trong lịch sử, không phải ghi chép rõ ràng, ngựa nuôi ở các vùng phía tây lai với ngựa có nguồn gốc ở phía nam của Vịnh Phần Lan. Điều này đã khiến Phần Lan loại ngựa phía tây lớn hơn và phù hợp hơn để canh tác và công việc lâm nghiệp. Các đặc tính của phương Tây kiểu Phần Lan ban đầu chiếm ưu thế, tuy nhiên, mặc dù chịu ảnh hưởng bởi dòng máu và dấu vết ảnh hưởng bên ngoài bên ngoài có thể được phát hiện trong một thời gian dài.
Sau đó, loại hỗn hợp này được tiếp tục lai với ngựa lớn hơn từ Trung ương châu Âu trong suốt thời gian này. Trong thời Trung Cổ. Ngựa nước ngoài cũng đã được đưa đến Phần Lan trong các chiến dịch quân sự, và các động vật khác đã được nhập khẩu vào phục vụ cho các mục đích kéo xe. Các con lai của con ngựa Trung ương châu Âu và Phần Lan là lớn hơn so với cha mẹ Phần Lan của chúng, và thậm chí nhiều hơn phù hợp cho công việc nông nghiệp.
Các tài liệu được biết đến sớm nhất của thương mại của Phần Lan ở ngựa, cả hai như nhập khẩu và xuất khẩu, vị để 1299, khi Đức Giáo hoàng Gregory IX đã gửi một bức thư khiển trách đến các thương nhân của Gotland, người đã bán ngựa để người Phần Lan không theo đạo Thiên Chúa. Rõ ràng người Phần Lan đã thành công trong việc cải thiện dân số con ngựa của họ, như là hình thức chủ yếu của thương mại của Phần Lan trong những con ngựa cuối cùng chuyển từ nhập khẩu để xuất khẩu.
Một biên niên sử của Nga từ năm 1338 đề cập đến "Tamma-Karjala" ("Ngựa nái của Karelia"), có lẽ là biểu thị một nơi có giống ngựa tốt. Ngay từ 1347, vua Magnus IV thấy nó cần thiết để đặt giới hạn đối với xuất khẩu ngựa từ Karelia sang Nga. Sau đó, các nhà văn thế kỷ 16 là Olaus Magnus đề cập chất lượng cao của những con ngựa được sử dụng bởi các đầu Phần Lan; Trong những năm 1520, Gustav Vasa tìm thấy người Phần Lan xuất khẩu ngựa bởi những con tàu ở Lübeck, và đều bị nghiêm cấm kinh doanh như vậy, cấm bán ngựa ở độ tuổi dưới 7 năm.

### Việc chăn nuôi
Các tài liệu sớm nhất ghi nhận việc nhập khẩu ngựa bên ngoài đến Phần Lan là một lá thư của Đức Thánh Cha trong 1229. Trong thời gian cai trị của Thụy Điển, Phần Lan sau đó, con ngựa ở nước ngoài thu được bằng kỵ binh Phần Lan, cho dù mua để bổ sung hoặc thu giữ là chiến lợi phẩm của chiến tranh, có thể ảnh hưởng đến dân số ngựa Phần Lan. Quan trọng, nỗ lực lên kế hoạch đầu tiên để cải thiện chất lượng của ngựa qua chọn lọc giống ở Phần Lan đã xảy ra trong thế kỷ thứ 16, khi Gustav Vasa, được biết đến với lợi ích của mình trong chăn nuôi ngựa, thành lập những kiểu trại ngựa nái (tiếng Phần Lan: tammakartano), trang trại stud, về tài sản của mình ở Tây Phần Lan.
Ông ra lệnh cho việc nhập khẩu ngựa lớn hơn từ Trung Âu, chủ yếu là từ các khu vực của Friesland. Những con ngựa đã được đưa đến Thụy Điển và Phần Lan có lẽ vào cũng nhập khẩu đã được lưu giữ tại các trang trại của hoàng gia trong khu vực (Thụy Điển: kungsgård, theo nghĩa đen, "Vua bất động"). Ngựa để phục vụ địa phương. Trong một bức thư từ năm 1556, Gustav Vasa đề cập rằng đã có 231 con ngựa giống của loại hình này ở Phần Lan. Người ta không biết liệu những con ngựa đã được nhập khẩu trực tiếp từ Trung Âu tới Phần Lan, hoặc có nguồn gốc từ nhập khẩu mang đầu tiên cho Thụy Điển. Ngựa giống Friesian đã được sử dụng ở Phần Lan vào đầu thế kỷ thứ 16 để tăng kích thước của con ngựa của Phần Lan, và là sử dụng cho chăn nuôi ở các trang trại của hoàng gia cho đến những năm 1650
Gustav Vasa cũng tiến hành cải cách lớn của kỵ binh của mình. Sau khi sự suy giảm của kỵ binh nặng trong Thời kỳ hậu Trung Cổ (Late Middle Ages), kỵ binh nhẹ đã đạt được tầm quan trọng ưu thế với lối đánh cơ động nhanh, và cùng với nó một cách tiếp cận mới cho việc nhân giống ngựa Năm 1550, ông ra lệnh rằng "manors stud" (tiếng Phần Lan: siittolakartano) được thành lập ngày trang trại của hoàng gia (tiếng Thụy Điển là: kungsgård)., không chỉ ở Thụy Điển mà còn ở mỗi đô thị của Phần Lan Những nhà nhân giống đã từng nắm giữ 20 con ngựa cái và một số lượng nhỏ hơn của những con ngựa đực giống, cả hai con ngựa của Phần Lan và ngựa được nhập khẩu từ Thụy Điển.
Gustav Vasa cũng nhập khẩu ngựa từ các vùng đất giáp biển Bắc; có khả năng nhất của một loại ngựa Friesian. Mục tiêu của ông là để tăng kích thước và trọng lượng của quần thể ngựa Phần Lan. Người kế nhiệm ông, Eric XIV cấm xuất khẩu của ngựa Phần Lan, mà đã chứng minh sự thành công của những nỗ lực cũng như tầm quan trọng của những con ngựa của các khu vực của Phần Lan. Những con ngựa trại chăn nuôi chỉ kéo dài khoảng 100 năm dưới cai trị sau này của dòng Vasa trước khi chương trình xuống cấp cuối cùng của trang viên ngựa stud, mà của Pori, đã bị đóng cửa trong năm 1651, và các con ngựa giống vương miện nước và ngựa cái của stud Pori được vận chuyển đến Gotland.
Ngoài những nỗ lực gây giống, ngựa của Phần Lan được giữ rộng rãi trong điều kiện bán hoang dã thông qua vào giữa thế kỷ 19. Dân tộc học Kustaa Vilkuna mô tả làm thế nào tất cả các con ngựa bất kể hay giới tính và tuổi tác đã cho ra trên đồng cỏ rừng cho mùa hè sau khi nghiên cứu thực địa mùa xuân đã được hoàn thành. Các đồng cỏ là khan hiếm và địa hình thử thách, với cả đất đá và đất ngập nước. Vilkuna xem xét thực tế điều này là một yếu tố quan trọng trong việc đưa ra các Ngựa Phần Lan một cách dễ dàng lưu giữ, giống ngựa khỏe mạnh. 

### Trong chiến tranh
Mục tiêu của Gustav Vasa và những người khác đã được để tăng chiều cao của con ngựa Phần Lan. Tuy nhiên, các hồ sơ của kỵ binh trinh thám Phần Lan (katselmuspöytäkirjat) từ thập niên 1620 cho thấy mục tiêu này đã không đạt được. Chiều cao của con ngựa được khảo sát năm 1623, đo không đến vai nhưng ở điểm cao nhất của mông, trong đó cung cấp một thước đo chiều cao khác nhau đáng kể từ các biện pháp tiêu chuẩn, dao động từ 105–130 cm (41–51 in), các loài động vật cao hơn được những con ngựa của sĩ quan. Chỉ có những con ngựa thuộc sở hữu của đại tá Herman Fleming đã cao hơn, với một phép đo mông của 135–140 cm (53–55 in). 

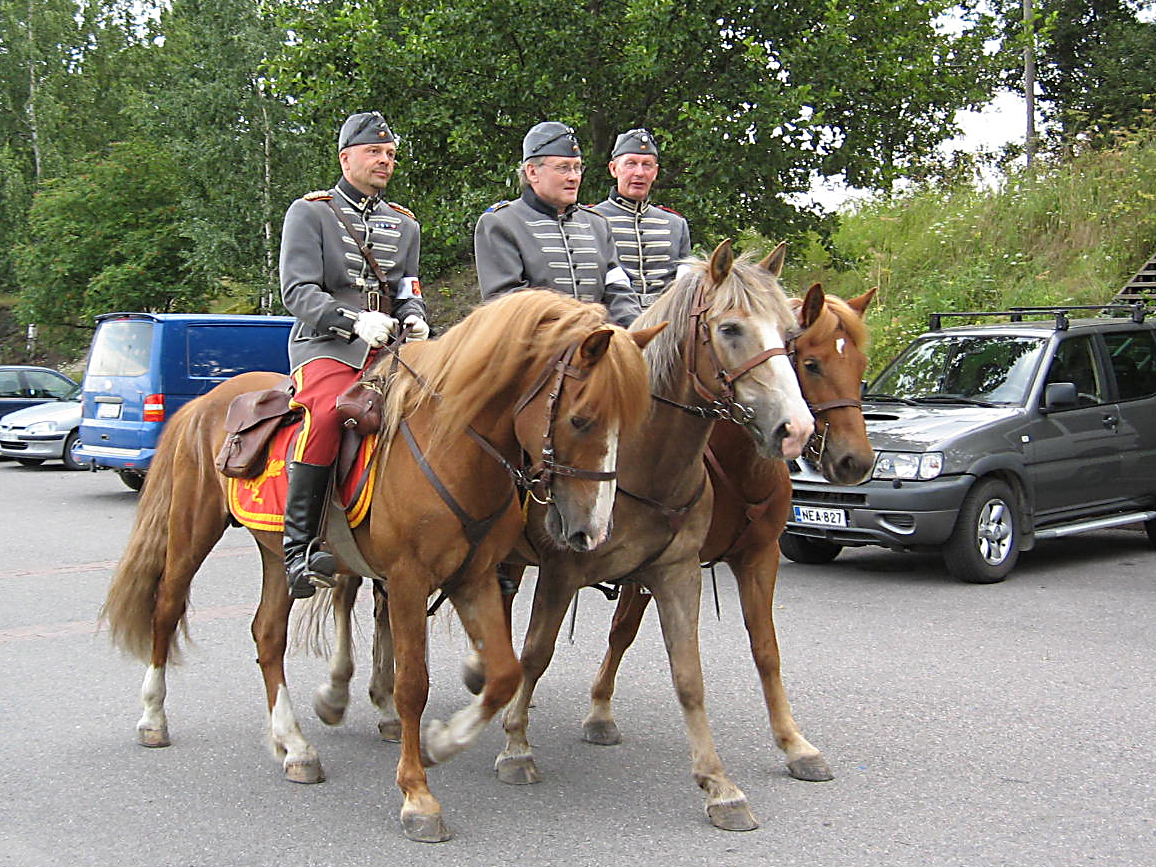
Kỵ binh Phần Lan

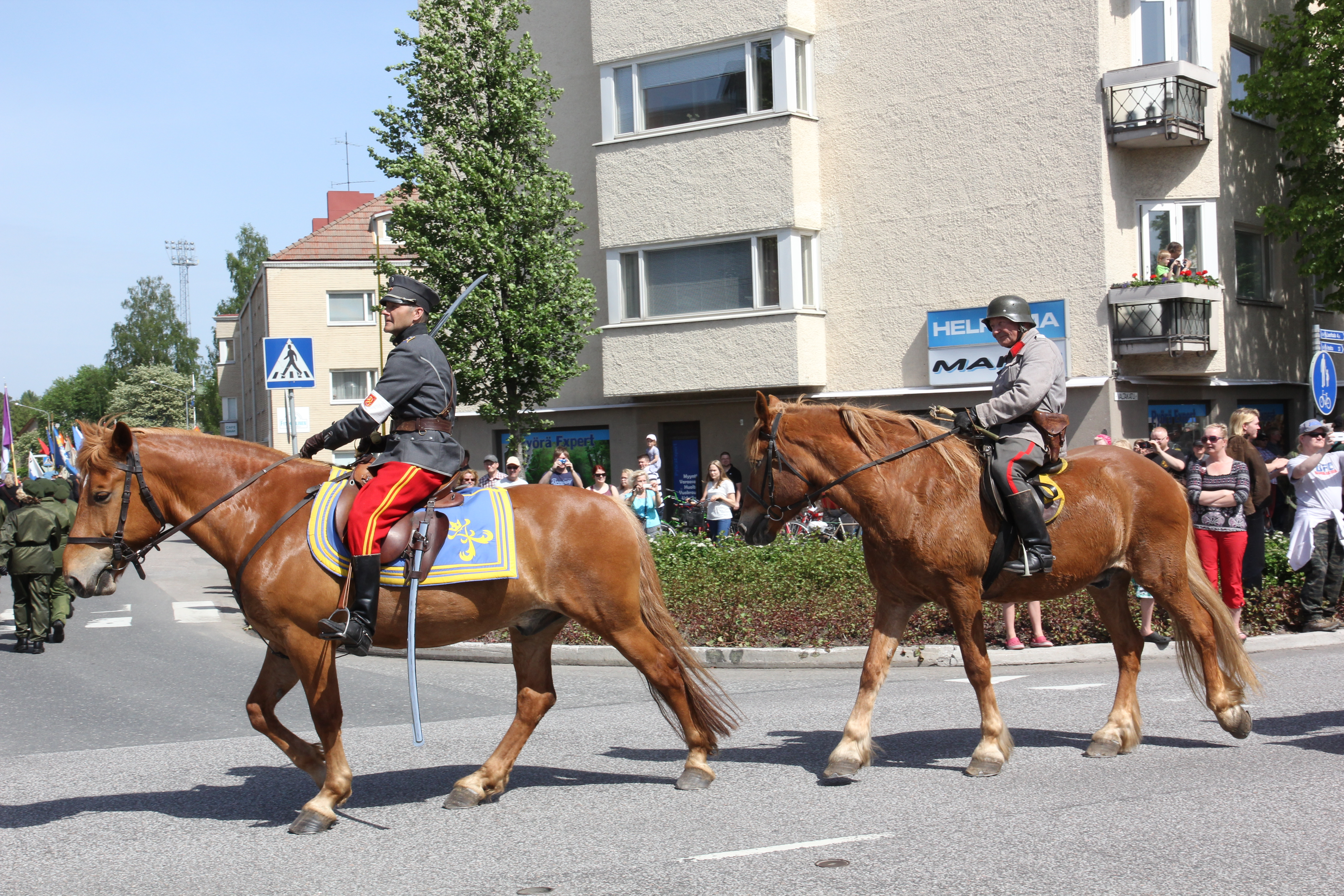
Kỵ binh Phần Lan

Người ta không biết nếu những con ngựa là con lai trong nước hoặc nhập khẩu. Chiều cao trung bình của những con ngựa của quân đội của Hollola, Pori và Raseborg chỉ 115 cm (45 in) một năm, nhưng những người trong cuộc khảo sát năm tiếp theo là 125 cm (49 in). Nhìn chung, không có ngựa cỡ dưới một phép đo mông của 110 cm (43 in), và chiều cao là tất cả xung quanh trung bình của những con ngựa được sử dụng bởi các kỵ binh là khoảng 120 cm (47 in).
Trong Chiến tranh Ba mươi năm trong 1618-1648, những con ngựa được sử dụng bởi kỵ binh Phần Lan là có vóc dáng nhỏ và không đại diện, coi là thấp hơn thậm chí để những con ngựa hàng hóa được sử dụng bởi quân đội Hoàng gia Thụy Điển. Tuy nhiên, những con vật này có khả năng chịu đựng tuyệt vời, một tố chất rất quan trọng trong chiến dịch kéo dài đầy mệt mỏi. Những con ngựa Phần Lan khiêm tốn nhìn được có lẽ trao đổi khi có thể cho con ngựa khác thu được chiến lợi phẩm của chiến tranh.
Đó có lẽ là hiếm đối với một kỵ sĩ tốt để trở về với con ngựa cùng mà ông để lại, và có khả năng là những con ngựa đưa trở lại Phần Lan còn có lai hay các dòng thuần túy Trung ương châu Âu tiếp viện để thay thế cho thương vong ngựa đáng kể đã thu được từ các nước vùng Baltic, nhưng trong triều đại của Charles XI gần như tất cả những con ngựa kỵ binh đã được nhập khẩu từ phía nam của vịnh Phần Lan, do kích thước lớn hơn của chúng.
Trước khi chiến tranh thế giới II, các con ngựa Phần Lan là giống ngựa mà tạo ra gần như tất cả những con ngựa mà là một phần của quân đội Phần Lan và gắn kết các lực lượng cảnh sát. Trong khi cán bộ chủ yếu là cưỡi ngựa giống khác nhau ngoài các giống ngựa nhẹ, cái gọi là "ngựa nhẹ kiểu" của Ngựa Phần Lan đã được sử dụng cho các thành viên sẵn sàng nhập ngũ của kỵ binh. Nhiều người trong số các Ngựa Phần Lan tài năng nhất đã thành công trong cạnh tranh dịch vụ của họ. Sau chiến tranh, các kỵ binh của Phần Lan đã được chuyển đổi sang biên chế bộ binh, và việc sử dụng các Ngựa Phần Lan cho mục đích gần như đã kết thúc 

### Lai tạo

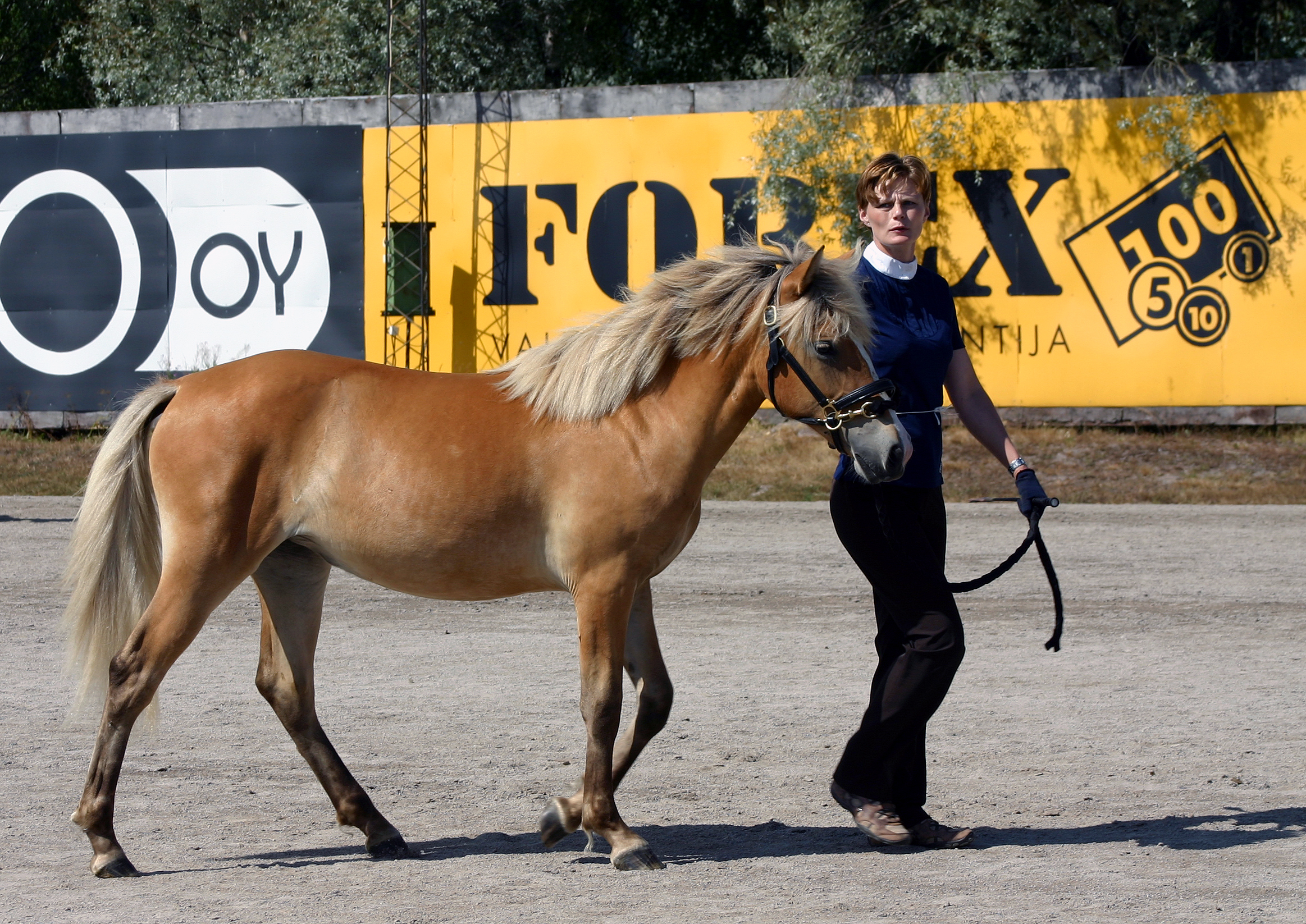

Các con ngựa nước kiệu Orlov Trotter là một trong những giống sử dụng rộng rãi để lai con ngựa của Phần Lan. Những con ngựa của Phần Lan đã được cố ý lai từ sớm nhất là vào thế kỷ thứ 16. Giống ngựa Friesians và Oldenburgs nằm trong số những ảnh hưởng đầu tiên được biết đến trong các giống ngựa, đã được sử dụng trong những năm đầu thế kỷ 17 để thêm kích thước. Ngựa Friesian đã được sử dụng một cách hệ thống cho đến những 1650. Trong suốt thế kỷ 18, giống ngựa máu nóng mới được tạo ra khắp châu Âu bằng cách lai chéo với các quần thể ngựa có nguồn gốc địa phương với ngựa nhẹ, ngựa cưỡi.
Sĩ quan quân đội Phần Lan phát triển trong nhân giống tương tự trong khi trên những bài tập trong lực lượng quân sự nước ngoài. Năm 1781, Đại tá YRJO Maunu Sprengtporten thành lập một trang trại stud nhà nước kết hợp với các trường quân sự Haapaniemi. [Các trại ngựa giống stud đã có một vài con ngựa đực giống được mô tả là "ngựa Ả-rập và ngựa Andalucia". Trong khoảng 30 năm qua, những con ngựa giống có ảnh hưởng người dân địa phương ngựa bên ngoài các trường quân sự, và một số tác phẩm từ thế kỷ thứ 19 đề cập đến một " giống Haapaniemi" Tương tự, nếu chương trình lai nhỏ phát triển ở những nơi khác. Tại Tavinsalmen kartano, bất động sản hoàng gia (kungsgård) của Tavinsalmi, ít nhất là một trong những con ngựa cái đã được nhập khẩu từ Thụy Điển.
Ngựa chạy lúp xúp Orlov Nga và ngựa Don cũng ảnh hưởng đến dân số Ngựa Phần Lan trong nửa đầu thế kỷ 19, việc cải thiện kích thước của nó, ridability và tinh tế. Các loại ngựa có nguồn gốc ở miền Bắc Savonia gọi là "giống Fürstenbergian," nuôi bởi các kỹ sư Furstenberg vào đầu thế kỷ 19, là một lai giữa những con ngựa của Phần Lan và ngựa nước kiệu Orlov. Ảnh hưởng của ngựa Don được xem như là cuối những năm 1920 và 1930 trong số những con ngựa đen và màu vịnh sử dụng bởi kỵ binh Phần Lan - các long kỵ binh Nyland đã có hai phi đội đầy đủ các màu sắc.
Ngoài các nhu cầu của quân đội, ngựa lai được sử dụng để cải thiện con ngựa làm việc chung; đường giao thông và tiến bộ trong nông nghiệp được cải thiện đã thay thế những con bò trước đây chiếm ưu thế với con ngựa, và nhiều con ngựa chất lượng tốt hơn là cần thiết để vận chuyển và công tác nông nghiệp. Những nỗ lực để tạo ra những con ngựa làm việc tốt hơn sử dụng nhiều giống, bao gồm những con ngựa Percheron và một giống ngựa nặng Na Uy; Ngựa Ardennes được ưa chuộng ở miền Nam Ostrobothnia và Nam Phần Lan. Ở miền Nam Savonia vô số các giống được sử dụng. Số lượng và tính đa dạng của việc lai dẫn đến khó khăn trong việc tạo ra một loại phù hợp cho đến đầu thế kỷ 20 và việc tạo ra các sách chỉ nuôi ngựa Ngựa Phần Lan. một số các co ngựa đực giống đầu tiên được chấp nhận trong sách chỉ nuôi ngựa bị chỉ trích vì có một dáng dấp của ngựa Na Uy.

### Sự suy giảm
Trong thế kỷ 18, dân số ngựa Phần Lan đã giảm cả về số lượng và chất lượng. Vào đầu thế kỷ này, trong chiến dịch Chiến tranh phương Bắc (Great Northern War) của Charles XII, các kỵ binh của Phần Lan đã lớn mạnh hơn tại bất kỳ thời điểm nào trong lịch sử, và hầu như mỗi con ngựa có thể sử dụng của Phần Lan là cần thiết. Ngựa được sử dụng bởi các kỵ binh, bộ binh, và để vận chuyển vật tư. Ngựa phục vụ trong quân đội Thụy Điển không bao giờ quay trở lại Phần Lan; ngay cả những loài động vật được cung cấp cho các trung đoàn tăng cường cho Thụy Điển còn lại cuối cùng đã được đưa tới Thụy Điển năm 1714, và đến Na Uy trong 1718.
Cuộc xâm lược của Nga và các vấn đề nghề nghiệp gây ra những khó khăn thêm. Đến cuối năm chiếm đóng của Nga năm 1721, một phần ba của quần thể con người Phần Lan cũng như một số lượng lớn những con ngựa đã bị mất để bệnh chiến tranh và dịch bệnh. Hơn nữa, một số lượng lớn các con ngựa đã được xuất khẩu sang Nga trong cuộc xâm lược theo lệnh của Peter I. Ngựa loại bỏ từ Phần Lan đã kết thúc chủ yếu trong lĩnh vực chính phủ Vyatka, và một số nhà nghiên cứu của Nga như Šimanov và Moerder đã gợi ý rằng con ngựa Vyatka được phát triển chủ yếu từ Estonia và Phần Lan, dòng máu.
Ngoài những khó khăn của chiến tranh và nghề nghiệp, điều ước của Nystad năm 1721 và ABO năm 1743 nhượng lại lãnh thổ của Phần Lan cho Nga, khiến nhiều dân số ngựa Phần Lan bị bỏ lại đằng sau những biên giới mới. Những con ngựa của Phần Lan trong các khu vực này bây giờ-Nga đã lai với những con ngựa của Nga với số lượng đáng kể. Để tăng số lượng, ngựa thường được nuôi quá non, và giao phối cận huyết cũng xảy ra.
Theo ước tính của nhà dân tộc học Kustaa Vilkuna, tính toán từ các phép đo của vòng cổ con ngựa được sử dụng ở Phần Lan trong những năm đầu thế kỷ 18, ngựa người nông dân trung bình là khoảng 51 inches (130 cm), trong khi một số con ngựa lao công của trang viên lớn hơn, đôi khi nhiều hơn 55 inches (140 cm). Vilkuna cũng phát hiện ra rằng những con ngựa của khu vực phía nam và phía tây của Phần Lan còn lớn hơn so với các khu vực phía bắc và phía đông. Điều này có lẽ là do ảnh hưởng của ngựa nhập khẩu. Vào giữa thế kỷ 18, một con ngựa Phần Lan điển hình có lẽ là khoảng 54 inch (137 cm), kích thước tương tự như một con Phần Lan đương đại tuổi nhỏ, và nặng khoảng 300 kg (660 lb), gần một nửa trọng lượng của một con ngựa tầm đại 62 inches, (157 cm).
Để đối phó với sự suy giảm của dân số ngựa của Phần Lan và đặc biệt là sự mất mát lớn lao của con giống chất lượng tốt có kinh nghiệm trong nạn đói lớn của 1866-1868, Thượng viện của Phần Lan đã ra lệnh cho ba tỉnh phải có được ngựa đực giống chất lượng cho công chúng sử dụng. Phạm vi của chương trình sau đó đã được mở rộng để bao gồm tám tỉnh, và Phần Lan được chia thành các huyện chăn nuôi, tất cả đều có một con ngựa giống của nhà nước sẵn để phục vụ ngựa cái địa phương.

### Thế chiến II
Ngựa là một tài sản trung ương cho các lực lượng quân sự của Phần Lan trong Chiến tranh mùa đông (1939-1940) và cuộc chiến tranh kế tiếp (1941-1944), khi hàng chục ngàn con ngựa là những đầu máy chính của quân đội do sự thiếu hụt xe ô tô. Loài vật được mua từ các chủ sở hữu tư nhân trong một quy trình có hệ thống, nhưng để đảm bảo tính liên tục của Ngựa Phần Lan chăn nuôi, không phải ngựa đực giống hay bất cứ điều dưỡng, ngựa cái mang thai hay sách chỉ nuôi ngựa chấp thuận đã được ghi danh để đủ điều kiện để mua sắm quân sự.
Số lượng lớn của ngựa Nga bị bắt như trang thiết trong thời kỳ chiến tranh đã trở thành một mối đe dọa cho giống thuần chủng của Ngựa Phần Lan: nhiều loài động vật Nga đã trở thành đực giống, và không có cách nào để đảm bảo chủ sở hữu mới sẽ không lai tạo chúng với những con ngựa Phần Lan. Vì những lý do thực tế và chính trị, Liên Xô sẽ không chấp nhận những con ngựa trở lại như một phần của lớn bồi thường chiến tranh của Phần Lan. 